# English Football League Championship 2018-19
La English Football League Championship 2018-19, también llamada  Sky Bet Championship  por razones de patrocinio, fue la tercera temporada bajo el nombre de English Football League y la décima séptima edición de la Football League Championship desde su fundación en 2004. Un total de 24 equipos disputaron la liga, incluyendo 18 equipos de la English Football League Championship 2017-18, tres descendidos de la Premier League 2017-18 y tres ascendidos de la English Football League One 2017-18.

## Equipos participantes

### Ascensos
Wolverhampton Wanderers y Cardiff City consiguieron el ascenso directo a la Premier League 2018-19. El tercer equipo que logró ascender fue el Fulham tras ganar la final de los play-offs al Aston Villa por un marcador de 0-1.
Wigan Athletic y Blackburn Rovers aseguraron el ascenso directo a la English Football League Championship. También logró ascender el Rotherham United tras ganar la final de los play-offs.

### Descensos
Stoke City, West Bromwich Albion y Swansea City son los tres equipos que descendieron de la Premier League 2017-18.
Barnsley, Burton Albion y Sunderland descendieron a la League One

### Ascensos y descensos
| Pos | a Premier League        |
| --- | ----------------------- |
| 1º  | Wolverhampton Wanderers |
| 2º  | Cardiff City            |
| 3°  | Fulham                  |

| Pos | a EFL Championship   |
| --- | -------------------- |
| 18º | Swansea City         |
| 19º | West Bromwich Albion |
| 20º | Stoke City           |

| Pos | a EFL Championship |
| --- | ------------------ |
| 1º  | Wigan Athletic     |
| 2º  | Blackburn Rovers   |
| 3º  | Rotherham United   |

| Pos | a League One  |
| --- | ------------- |
| 22º | Barnsley      |
| 23º | Burton Albion |
| 24º | Sunderland    |

## Datos de los clubes
| Equipo                                     | Entrenador     | Capitán          | Estadio                  | Aforo  | Firma deportiva | Patrocinador      |
| ------------------------------------------ | -------------- | ---------------- | ------------------------ | ------ | --------------- | ----------------- |
| Aston Villa                                | Dean Smith     | James Chester    | Villa Park               | 42 790 | Luke Sports     | 32Red             |
| Birmingham City                            | Garry Monk     | Michael Morrison | St Andrew's Stadium      | 30 015 | Adidas          | 888sport          |
| Blackburn Rovers                           | Tony Mowbray   | Charlie Mulgrew  | Ewood Park               | 31 367 | Umbro           | 10Bet             |
| Bolton Wanderers                           | Phil Parkinson | David Wheater    | Estadio Macron           | 28 723 | Macron          | Betfred           |
| Brentford                                  | Thomas Frank   | Neal Maupay      | Griffin Park             | 12 300 | Adidas          | LeoVegas          |
| Bristol City                               | Lee Johnson    | Bailey Wright    | Ashton Gate Stadium      | 27 000 | Bristol Sport   | Dunder            |
| Derby County                               | Phillip Cocu   | Curtis Davies    | Pride Park Stadium       | 33 600 | Umbro           | 32Red             |
| Hull City                                  | Nigel Adkins   | Markus Henriksen | KC Stadium               | 25 400 | Umbro           | SportPesa         |
| Ipswich Town                               | Paul Lambert   | Luke Chambers    | Portman Road             | 30 300 | Adidas          | Magical Vegas     |
| Leeds United                               | Marcelo Bielsa | Liam Cooper      | Elland Road              | 37 890 | Kappa           | 32Red             |
| Middlesbrough                              | Tony Pulis     | Grant Leadbitter | Riverside Stadium        | 34 742 | Hummel          | 32Red             |
| Millwall                                   | Neil Harris    | Steve Morison    | The Den                  | 20 146 | Macron          | TW Drainage       |
| Norwich City                               | Daniel Farke   | Grant Hanley     | Carrow Road              | 27 244 | Erreà           | LeoVegas          |
| Nottingham Forest                          | Martin O'Neill | Ben Watson       | City Ground              | 30 445 | Macron          | BetBright         |
| Preston North End                          | Alex Neil      | Tom Clarke       | Deepdale                 | 23 408 | Nike            | 32Red             |
| Queens Park Rangers                        | John Eustace   | Toni Leistner    | Loftus Road              | 18 439 | Erreà           | Royal Panda       |
| Reading                                    | José Gomes     | Paul McShane     | Madejski Stadium         | 24 161 | Puma            | Carabao           |
| Rotherham United                           | Paul Warne     | Richard Wood     | AESSEAL New York Stadium | 12 021 | Puma            | Hodge Clemco      |
| Sheffield United                           | Chris Wilder   | Billy Sharp      | Bramall Lane             | 32 702 | Adidas          | Ramsdens Currency |
| Sheffield Wednesday                        | Steve Bruce    | Tom Lees         | Estadio Hillsborough     | 39 752 | Elev8           | Chansiri          |
| Stoke City                                 | Nathan Jones   | Ryan Shawcross   | Bet365 Stadium           | 30 089 | Macron          | Bet365            |
| Swansea City                               | Graham Potter  | Leroy Fer        | Liberty Stadium          | 21 088 | Joma            | Bet UK            |
| West Bromwich Albion                       | James Shan     | Chris Brunt      | The Hawthorns            | 26 850 | Puma            | Ideal Boilers     |
| Wigan Athletic                             | Paul Cook      | Sam Morsy        | DW Stadium               | 25 133 | Puma            | Intersport        |
| Datos actualizados al 14 de enero de 2019. |                |                  |                          |        |                 |                   |

### Cambios de entrenadores
| Equipo               | Entrenador (Jornadas)             | Fecha de vacante        | Tipo de despido            | Posición en la tabla | Entrenador entrante       | Fecha de nombramiento   |
| -------------------- | --------------------------------- | ----------------------- | -------------------------- | -------------------- | ------------------------- | ----------------------- |
| Ipswich Town         | Bryan Klug (Pretemporada)         | 6 de mayo de 2018       | Fin del interinato         | Pretemporada         | Paul Hurst                | 30 de mayo de 2018      |
| Queens Park Rangers  | Ian Holloway (Pretemporada)       | 10 de mayo de 2018      | Despedido                  | Pretemporada         | Steve McClaren            | 18 de mayo de 2018      |
| Swansea City         | Carlos Carvalhal (Pretemporada)   | 18 de mayo de 2018      | Fin de contrato            | Pretemporada         | Graham Potter             | 11 de junio de 2018     |
| Stoke City           | Paul Lambert (Pretemporada)       | 18 de mayo de 2018      | Rescisión del contrato     | Pretemporada         | Gary Rowett               | 22 de mayo de 2018      |
| Derby County         | Gary Rowett (Pretemporada)        | 22 de mayo de 2018      | Firmado por el Stoke City  | Pretemporada         | Frank Lampard             | 31 de mayo de 2018      |
| Leeds United         | Paul Heckingbottom (Pretemporada) | 1 de junio de 2018      | Despedido                  | Pretemporada         | Marcelo Bielsa            | 15 de junio de 2018     |
| Aston Villa          | Steve Bruce (1 - 11)              | 3 de octubre de 2018    | Despedido                  | 12°                  | Dean Smith (13 - ...)     | 10 de octubre de 2018   |
| Brentford            | Dean Smith (1 - 12)               | 10 de octubre de 2018   | Firmado por el Aston Villa | 7°                   | Thomas Frank (13 - ...)   | 16 de octubre de 2018   |
| Ipswich Town         | Paul Hurst (1 - 14)               | 25 de octubre de 2018   | Despedido                  | 24°                  | Paul Lambert (15 - ...)   | 27 de octubre de 2018   |
| Reading              | Paul Clement (1 - 20)             | 6 de diciembre de 2018  | Despedido                  | 21°                  | José Gomes (23 - ...)     | 22 de diciembre de 2018 |
| Sheffield Wednesday  | Jos Luhukay (1 - 22)              | 21 de diciembre de 2018 | Despedido                  | 18°                  | Steve Bruce (27 - ...)    | 2 de enero de 2019      |
| Stoke City           | Gary Rowett (1 - 26)              | 8 de enero de 2019      | Despedido                  | 14°                  | Nathan Jones (27 - ...)   | 9 de enero de 2019      |
| Nottingham Forest    | Aitor Karanka (1 - 26)            | 11 de enero de 2019     | Renuncia                   | 7°                   | Martin O'Neill (28 - ...) | 14 de enero de 2019     |
| West Bromwich Albion | Darren Moore (1 - 36)             | 9 de marzo de 2019      | Despedido                  | 4°                   | James Shan (37 - ...)     | 10 de marzo de 2019     |
| Queens Park Rangers  | Steve McClaren (1 - 38)           | 2 de abril de 2019      | Despedido                  | 17°                  | John Eustace (39 - ...)   | 3 de abril de 2019      |

### Equipos por condado

#### Condados de Inglaterra
| Región                | N.º | Equipos                                                  |
| --------------------- | --- | -------------------------------------------------------- |
| Gran Londres          | 3   | Brentford, Millwall y Queens Park Rangers                |
| Midlands Occidentales | 3   | Aston Villa, Birmingham City y West Bromwich Albion      |
| Yorkshire del Sur     | 3   | Rotherham United, Sheffield United y Sheffield Wednesday |
| Gran Mánchester       | 2   | Bolton Wanderers y Wigan Athletic                        |
| Lancashire            | 2   | Blackburn Rovers y Preston North End                     |
| Berkshire             | 1   | Reading                                                  |
| Bristol               | 1   | Bristol City                                             |
| Derbyshire            | 1   | Derby County                                             |
| Norfolk               | 1   | Norwich City                                             |
| Nottinghamshire       | 1   | Nottingham Forest                                        |
| Staffordshire         | 1   | Stoke City                                               |
| Suffolk               | 1   | Ipswich Town                                             |
| Yorkshire del Este    | 1   | Hull City                                                |
| Yorkshire del Norte   | 1   | Middlesbrough                                            |
| Yorkshire del Oeste   | 1   | Leeds United                                             |

#### Condados preservados de Gales
| Región         | N.º | Equipos      |
| -------------- | --- | ------------ |
| Glamorganshire | 1   | Swansea City |

## Clasificación
Los dos primeros equipos de la clasificación ascienden directamente a la Premier League 2019-20, los clubes ubicados del tercer al sexto puesto disputan un play-off para determinar un tercer ascenso.
| Pos. | Equipo               | Pts. | PJ | G  | E  | P  | GF | GC | Dif. | Clasificación 2018–19                    |
| ---- | -------------------- | ---- | -- | -- | -- | -- | -- | -- | ---- | ---------------------------------------- |
| 1    | Norwich City (A, C)  | 94   | 46 | 27 | 13 | 6  | 93 | 57 | +36  | Ascenso a la Premier League              |
| 2    | Sheffield United (A) | 89   | 46 | 26 | 11 | 9  | 78 | 41 | +37  | Ascenso a la Premier League              |
| 3    | Leeds United         | 83   | 46 | 25 | 8  | 13 | 73 | 50 | +23  | Play-Offs de ascenso a la Premier League |
| 4    | West Bromwich Albion | 80   | 46 | 23 | 11 | 12 | 87 | 62 | +25  | Play-Offs de ascenso a la Premier League |
| 5    | Aston Villa (A)      | 76   | 46 | 20 | 16 | 10 | 85 | 61 | +24  | Play-Offs de ascenso a la Premier League |
| 6    | Derby County         | 74   | 46 | 20 | 14 | 12 | 69 | 54 | +15  | Play-Offs de ascenso a la Premier League |
| 7    | Middlesbrough        | 73   | 46 | 20 | 13 | 13 | 49 | 41 | +8   |                                          |
| 8    | Bristol City         | 70   | 46 | 19 | 13 | 14 | 59 | 53 | +6   |                                          |
| 9    | Nottingham Forest    | 66   | 46 | 17 | 15 | 14 | 61 | 54 | +7   |                                          |
| 10   | Swansea City         | 65   | 46 | 18 | 11 | 17 | 65 | 62 | +3   |                                          |
| 11   | Brentford            | 64   | 46 | 17 | 13 | 16 | 73 | 59 | +14  |                                          |
| 12   | Sheffield Wednesday  | 64   | 46 | 16 | 16 | 14 | 60 | 62 | −2   |                                          |
| 13   | Hull City            | 62   | 46 | 17 | 11 | 18 | 66 | 68 | −2   |                                          |
| 14   | Birmingham City      | 61   | 46 | 14 | 19 | 13 | 64 | 58 | +6   |                                          |
| 15   | Preston North End    | 61   | 46 | 16 | 13 | 17 | 67 | 67 | 0    |                                          |
| 16   | Blackburn Rovers     | 60   | 46 | 16 | 12 | 18 | 64 | 69 | −5   |                                          |
| 17   | Stoke City           | 55   | 46 | 11 | 22 | 13 | 45 | 52 | −7   |                                          |
| 18   | Wigan Athletic       | 52   | 46 | 13 | 13 | 20 | 51 | 64 | −13  |                                          |
| 19   | Queens Park Rangers  | 51   | 46 | 14 | 9  | 23 | 53 | 71 | −18  |                                          |
| 20   | Reading              | 47   | 46 | 10 | 17 | 19 | 49 | 66 | −17  |                                          |
| 21   | Millwall             | 44   | 46 | 10 | 14 | 22 | 48 | 64 | −16  |                                          |
| 22   | Rotherham United (D) | 40   | 46 | 8  | 16 | 22 | 52 | 83 | −31  | Descenso de categoría                    |
| 23   | Bolton Wanderers (D) | 32   | 46 | 8  | 8  | 30 | 29 | 78 | −49  | Descenso de categoría                    |
| 24   | Ipswich Town (D)     | 31   | 46 | 5  | 16 | 25 | 36 | 77 | −41  | Descenso de categoría                    |

Actualizado a los partidos jugados el 27 de abril de 2019.
 Fuente: EFL - SoccerWay
Criterios de clasificación: Puntos · Diferencia de goles · Goles a favor · Play-off.

### Evolución de las posiciones
| Equipo / Jornada     | 1  | 2  | 3  | 4  | 5  | 6  | 7  | 8  | 9  | 10 | 11 | 12 | 13 | 14 | 15 | 16 | 17 | 18 | 19 | 20 | 21 | 22 | 23 | 24 | 25 | 26 | 27 | 28 | 29 | 30 | 31 | 32 | 33 | 34 | 35 | 36 | 37 | 38 | 39 | 40 | 41 | 42 | 43 | 44 | 45 | 46 |
| Equipo / Jornada     |    |    |    |    |    |    |    |    |    |    |    |    |    |    |    |    |    |    |    |    |    |    |    |    |    |    |    |    |    |    |    |    |    |    |    |    |    |    |    |    |    |    |    |    |    |    |
| -------------------- | -- | -- | -- | -- | -- | -- | -- | -- | -- | -- | -- | -- | -- | -- | -- | -- | -- | -- | -- | -- | -- | -- | -- | -- | -- | -- | -- | -- | -- | -- | -- | -- | -- | -- | -- | -- | -- | -- | -- | -- | -- | -- | -- | -- | -- | -- |
| Norwich City         | 12 | 17 | 20 | 15 | 18 | 17 | 16 | 12 | 11 | 5  | 5  | 9  | 6  | 6  | 4  | 2  | 1  | 1  | 1  | 1  | 2  | 2  | 2  | 2  | 2  | 2  | 3  | 2  | 2  | 1  | 1  | 2  | 1  | 1  | 1  | 1  | 1  | 1  | 1  | 1  | 1  | 1  | 1  | 1  | 1  | 1  |
| Sheffield United     | 19 | 10 | 8  | 12 | 7  | 3  | 5  | 6  | 4  | 4  | 3  | 1  | 2  | 3  | 1  | 3  | 4  | 5  | 5  | 6  | 6  | 6  | 6  | 4  | 4  | 3  | 2  | 4  | 4  | 3  | 3  | 3  | 2  | 2  | 3  | 3  | 3  | 2  | 3  | 2  | 3  | 3  | 2  | 2  | 2  | 2  |
| Leeds United         | 3  | 1  | 1  | 1  | 1  | 1  | 1  | 1  | 1  | 2  | 1  | 3  | 4  | 1  | 2  | 1  | 3  | 3  | 2  | 2  | 1  | 1  | 1  | 1  | 1  | 1  | 1  | 1  | 1  | 2  | 2  | 1  | 3  | 3  | 2  | 2  | 2  | 3  | 2  | 3  | 2  | 2  | 3  | 3  | 3  | 3  |
| West Bromwich Albion | 18 | 8  | 7  | 7  | 11 | 9  | 8  | 4  | 3  | 1  | 4  | 2  | 3  | 4  | 5  | 7  | 5  | 4  | 4  | 3  | 3  | 3  | 3  | 3  | 3  | 4  | 4  | 3  | 3  | 4  | 4  | 4  | 4  | 4  | 4  | 4  | 4  | 4  | 4  | 4  | 4  | 4  | 4  | 4  | 4  | 4  |
| Aston Villa          | 2  | 2  | 3  | 5  | 4  | 12 | 12 | 7  | 13 | 15 | 13 | 15 | 13 | 16 | 17 | 14 | 11 | 8  | 8  | 8  | 8  | 8  | 11 | 9  | 9  | 10 | 12 | 13 | 10 | 9  | 10 | 10 | 10 | 13 | 11 | 9  | 8  | 6  | 6  | 5  | 5  | 5  | 5  | 5  | 5  | 5  |
| Derby County         | 6  | 12 | 14 | 11 | 6  | 4  | 7  | 9  | 6  | 9  | 9  | 8  | 5  | 5  | 6  | 5  | 6  | 6  | 7  | 7  | 5  | 5  | 5  | 6  | 6  | 6  | 6  | 6  | 6  | 7  | 7  | 7  | 7  | 7  | 7  | 6  | 6  | 8  | 7  | 7  | 8  | 8  | 8  | 6  | 6  | 6  |
| Middlesbrough        | 9  | 6  | 4  | 2  | 2  | 2  | 4  | 2  | 2  | 3  | 2  | 4  | 1  | 2  | 3  | 4  | 2  | 2  | 3  | 4  | 4  | 4  | 4  | 5  | 5  | 5  | 5  | 5  | 5  | 5  | 5  | 6  | 5  | 5  | 5  | 5  | 5  | 5  | 8  | 8  | 7  | 7  | 6  | 7  | 7  | 7  |
| Bristol City         | 15 | 14 | 19 | 13 | 9  | 6  | 3  | 5  | 8  | 10 | 10 | 13 | 10 | 8  | 11 | 12 | 13 | 14 | 14 | 14 | 14 | 14 | 13 | 12 | 11 | 11 | 7  | 7  | 7  | 6  | 6  | 5  | 6  | 6  | 6  | 7  | 7  | 9  | 5  | 6  | 6  | 6  | 7  | 8  | 8  | 8  |
| Nottingham Forest    | 16 | 7  | 10 | 9  | 13 | 14 | 15 | 11 | 9  | 11 | 11 | 5  | 9  | 7  | 7  | 6  | 7  | 7  | 6  | 5  | 7  | 7  | 7  | 10 | 10 | 7  | 9  | 12 | 9  | 12 | 9  | 9  | 8  | 9  | 9  | 8  | 10 | 11 | 9  | 9  | 11 | 11 | 13 | 11 | 11 | 9  |
| Swansea City         | 5  | 3  | 6  | 6  | 10 | 7  | 6  | 10 | 14 | 7  | 7  | 11 | 15 | 10 | 8  | 9  | 8  | 10 | 11 | 13 | 13 | 9  | 12 | 13 | 13 | 12 | 13 | 9  | 11 | 13 | 11 | 12 | 13 | 14 | 14 | 15 | 15 | 15 | 14 | 13 | 13 | 13 | 12 | 10 | 9  | 10 |
| Brentford            | 1  | 4  | 2  | 4  | 8  | 5  | 2  | 3  | 7  | 6  | 6  | 7  | 12 | 15 | 16 | 13 | 15 | 15 | 18 | 17 | 15 | 19 | 18 | 18 | 18 | 18 | 17 | 17 | 18 | 17 | 18 | 15 | 16 | 16 | 15 | 13 | 14 | 14 | 13 | 14 | 14 | 14 | 15 | 15 | 12 | 11 |
| Sheffield Wednesday  | 17 | 18 | 21 | 16 | 14 | 11 | 9  | 13 | 10 | 12 | 12 | 6  | 11 | 14 | 15 | 17 | 17 | 18 | 16 | 16 | 16 | 16 | 17 | 16 | 16 | 16 | 16 | 16 | 17 | 16 | 16 | 16 | 15 | 12 | 13 | 14 | 11 | 10 | 11 | 12 | 10 | 10 | 11 | 9  | 10 | 12 |
| Hull City            | 23 | 22 | 22 | 17 | 19 | 21 | 17 | 19 | 21 | 21 | 21 | 24 | 23 | 23 | 23 | 23 | 22 | 23 | 22 | 19 | 19 | 19 | 16 | 15 | 14 | 13 | 10 | 8  | 13 | 10 | 12 | 11 | 12 | 11 | 10 | 12 | 13 | 12 | 12 | 11 | 9  | 9  | 10 | 13 | 14 | 13 |
| Preston North End    | 8  | 11 | 13 | 18 | 20 | 19 | 23 | 23 | 24 | 24 | 24 | 22 | 21 | 19 | 20 | 21 | 18 | 16 | 17 | 18 | 18 | 18 | 15 | 17 | 17 | 17 | 18 | 18 | 16 | 18 | 14 | 13 | 11 | 10 | 12 | 10 | 9  | 7  | 10 | 10 | 12 | 12 | 9  | 12 | 13 | 14 |
| Blackburn Rovers     | 14 | 16 | 11 | 10 | 5  | 13 | 13 | 14 | 12 | 13 | 14 | 10 | 7  | 9  | 12 | 8  | 9  | 11 | 13 | 10 | 10 | 13 | 14 | 14 | 15 | 15 | 14 | 10 | 8  | 11 | 13 | 14 | 14 | 15 | 17 | 17 | 16 | 17 | 16 | 16 | 16 | 15 | 14 | 14 | 15 | 15 |
| Stoke City           | 22 | 21 | 18 | 22 | 17 | 18 | 20 | 17 | 18 | 17 | 16 | 14 | 17 | 17 | 13 | 15 | 14 | 13 | 12 | 12 | 12 | 12 | 9  | 11 | 12 | 14 | 15 | 15 | 15 | 15 | 17 | 17 | 17 | 18 | 16 | 16 | 17 | 16 | 15 | 15 | 15 | 16 | 16 | 16 | 16 | 16 |
| Birmingham City      | 13 | 20 | 17 | 20 | 21 | 20 | 21 | 20 | 17 | 16 | 18 | 17 | 14 | 11 | 9  | 10 | 12 | 12 | 10 | 9  | 9  | 9  | 8  | 7  | 7  | 8  | 8  | 11 | 12 | 8  | 8  | 8  | 9  | 8  | 8  | 11 | 12 | 13 | 18 | 17 | 17 | 18 | 18 | 17 | 17 | 17 |
| Wigan Athletic       | 4  | 9  | 12 | 8  | 12 | 10 | 11 | 8  | 5  | 8  | 8  | 12 | 8  | 12 | 14 | 16 | 16 | 17 | 15 | 15 | 15 | 15 | 19 | 19 | 19 | 20 | 19 | 20 | 20 | 19 | 19 | 19 | 20 | 19 | 19 | 20 | 21 | 19 | 20 | 19 | 21 | 21 | 20 | 18 | 18 | 18 |
| Queens Park Rangers  | 21 | 23 | 24 | 24 | 22 | 22 | 18 | 16 | 16 | 19 | 17 | 18 | 16 | 13 | 10 | 11 | 10 | 9  | 9  | 11 | 11 | 11 | 10 | 8  | 8  | 9  | 11 | 14 | 14 | 14 | 15 | 18 | 18 | 17 | 18 | 18 | 18 | 18 | 17 | 18 | 18 | 17 | 17 | 19 | 19 | 19 |
| Reading              | 20 | 24 | 23 | 23 | 23 | 24 | 22 | 22 | 20 | 20 | 20 | 21 | 19 | 22 | 22 | 22 | 20 | 20 | 20 | 21 | 21 | 21 | 21 | 23 | 23 | 23 | 22 | 22 | 22 | 22 | 22 | 21 | 21 | 21 | 21 | 19 | 20 | 21 | 19 | 21 | 20 | 19 | 19 | 20 | 20 | 20 |
| Millwall             | 10 | 15 | 9  | 14 | 16 | 16 | 19 | 21 | 22 | 23 | 22 | 20 | 22 | 20 | 18 | 19 | 21 | 21 | 21 | 22 | 22 | 22 | 22 | 20 | 20 | 19 | 20 | 19 | 19 | 20 | 20 | 20 | 19 | 20 | 20 | 21 | 19 | 20 | 21 | 20 | 19 | 20 | 21 | 21 | 21 | 21 |
| Rotherham United     | 24 | 13 | 15 | 19 | 15 | 15 | 14 | 18 | 19 | 18 | 19 | 19 | 20 | 21 | 21 | 18 | 19 | 19 | 19 | 20 | 20 | 20 | 20 | 21 | 22 | 21 | 21 | 21 | 21 | 21 | 21 | 22 | 22 | 22 | 22 | 22 | 22 | 22 | 22 | 22 | 22 | 22 | 22 | 22 | 22 | 22 |
| Bolton Wanderers     | 7  | 5  | 5  | 3  | 3  | 8  | 10 | 15 | 15 | 14 | 15 | 16 | 18 | 18 | 19 | 20 | 23 | 22 | 23 | 23 | 23 | 23 | 23 | 22 | 21 | 22 | 23 | 23 | 23 | 23 | 23 | 23 | 23 | 23 | 23 | 23 | 23 | 23 | 23 | 23 | 23 | 23 | 23 | 23 | 23 | 23 |
| Ipswich Town         | 11 | 19 | 16 | 21 | 24 | 23 | 24 | 24 | 23 | 22 | 23 | 23 | 24 | 24 | 24 | 24 | 24 | 24 | 24 | 24 | 24 | 24 | 24 | 24 | 24 | 24 | 24 | 24 | 24 | 24 | 24 | 24 | 24 | 24 | 24 | 24 | 24 | 24 | 24 | 24 | 24 | 24 | 24 | 24 | 24 | 24 |

|  |

## Resultados
- Los horarios corresponden al huso horario del Reino Unido (Hora de Europa Occidental): UTC+0 en horario estándar y UTC+1 en horario de verano

### Primera vuelta
| Reading              | 1 - 2 | Derby County        | Madejski Stadium    | 3 de agosto | 20:00 |
| Bristol City         | 1 - 1 | Nottingham Forest   | Ashton Gate Stadium | 4 de agosto | 15:00 |
| Preston North End    | 1 - 0 | Queens Park Rangers | Deepdale            | 4 de agosto | 15:00 |
| Birmingham City      | 2 - 2 | Norwich City        | St Andrew's Stadium | 4 de agosto | 15:00 |
| Ipswich Town         | 2 - 2 | Blackburn Rovers    | Portman Road        | 4 de agosto | 15:00 |
| West Bromwich Albion | 1 - 2 | Bolton Wanderers    | The Hawthorns       | 4 de agosto | 15:00 |
| Brentford            | 5 - 1 | Rotherham United    | Griffin Park        | 4 de agosto | 15:00 |
| Millwall             | 2 - 2 | Middlesbrough       | The Den             | 4 de agosto | 15:00 |
| Wigan Athletic       | 3 - 2 | Sheffield Wednesday | DW Stadium          | 4 de agosto | 15:00 |
| Sheffield United     | 1 - 2 | Swansea City        | Bramall Lane        | 4 de agosto | 17:30 |
| Leeds United         | 3 - 1 | Stoke City          | Elland Road         | 5 de agosto | 16:30 |
| Hull City            | 1 - 3 | Aston Villa         | KC Stadium          | 6 de agosto | 19:45 |

| Bolton Wanderers    | 2 - 2 | Bristol City         | Macron Stadium       | 11 de agosto | 15:00 |
| Norwich City        | 3 - 4 | West Bromwich Albion | Carrow Road          | 11 de agosto | 15:00 |
| Rotherham United    | 1 - 0 | Ipswich Town         | New York Stadium     | 11 de agosto | 15:00 |
| Swansea City        | 1 - 0 | Preston North End    | Liberty Stadium      | 11 de agosto | 15:00 |
| Aston Villa         | 3 - 2 | Wigan Athletic       | Villa Park           | 11 de agosto | 15:00 |
| Nottingham Forest   | 1 - 0 | Reading              | City Ground          | 11 de agosto | 15:00 |
| Sheffield Wednesday | 1 - 1 | Hull City            | Estadio Hillsborough | 11 de agosto | 15:00 |
| Blackburn Rovers    | 0 - 0 | Millwall             | Ewood Park           | 11 de agosto | 15:00 |
| Middlesbrough       | 1 - 0 | Birmingham City      | Estadio de Riverside | 11 de agosto | 15:00 |
| Queens Park Rangers | 1 - 2 | Sheffield United     | Loftus Road          | 11 de agosto | 15:00 |
| Stoke City          | 1 - 1 | Brentford            | Bet365 Stadium       | 11 de agosto | 15:00 |
| Derby County        | 1 - 4 | Leeds United         | Pride Park Stadium   | 11 de agosto | 17:30 |

| Birmingham City      | 0 - 0 | Swansea City        | St Andrew's Stadium | 17 de agosto | 19:45 |
| Bristol City         | 0 - 2 | Middlesbrough       | Ashton Gate Stadium | 18 de agosto | 15:00 |
| Leeds United         | 2 - 0 | Rotherham United    | Elland Road         | 18 de agosto | 15:00 |
| Reading              | 0 - 1 | Bolton Wanderers    | Madejski Stadium    | 18 de agosto | 15:00 |
| Wigan Athletic       | 2 - 2 | Nottingham Forest   | DW Stadium          | 18 de agosto | 15:00 |
| Hull City            | 0 - 1 | Blackburn Rovers    | KC Stadium          | 18 de agosto | 15:00 |
| Millwall             | 2 - 1 | Derby County        | The Den             | 18 de agosto | 15:00 |
| Sheffield United     | 2 - 1 | Norwich City        | Bramall Lane        | 18 de agosto | 15:00 |
| Ipswich Town         | 1 - 1 | Aston Villa         | Portman Road        | 18 de agosto | 15:00 |
| West Bromwich Albion | 7 - 1 | Queens Park Rangers | The Hawthorns       | 18 de agosto | 15:00 |
| Preston North End    | 2 - 2 | Stoke City          | Deepdale            | 18 de agosto | 17:30 |
| Brentford            | 2 - 0 | Sheffield Wednesday | Griffin Park        | 19 de agosto | 15:00 |

| Nottingham Forest   | 1 - 1 | West Bromwich Albion | City Ground          | 7 de agosto  | 19:45 |
| Middlesbrough       | 3 - 0 | Sheffield United     | Estadio de Riverside | 7 de agosto  | 19:45 |
| Swansea City        | 2 - 2 | Leeds United         | Liberty Stadium      | 21 de agosto | 19:45 |
| Queens Park Rangers | 0 - 3 | Bristol City         | Loftus Road          | 21 de agosto | 19:45 |
| Derby County        | 2 - 0 | Ipswich Town         | Pride Park Stadium   | 21 de agosto | 19:45 |
| Rotherham United    | 2 - 3 | Hull City            | New York Stadium     | 21 de agosto | 19:45 |
| Sheffield Wednesday | 2 - 1 | Millwall             | Estadio Hillsborough | 22 de agosto | 19:45 |
| Aston Villa         | 2 - 2 | Brentford            | Villa Park           | 22 de agosto | 19:45 |
| Blackburn Rovers    | 2 - 2 | Reading              | Ewood Park           | 22 de agosto | 19:45 |
| Norwich City        | 2 - 0 | Preston North End    | Carrow Road          | 22 de agosto | 19:45 |
| Bolton Wanderers    | 1 - 0 | Birmingham City      | Macron Stadium       | 22 de agosto | 17:30 |
| Stoke City          | 0 - 3 | Wigan Athletic       | Bet365 Stadium       | 22 de agosto | 17:30 |

| Middlesbrough       | 1 - 0 | West Bromwich Albion | Estadio de Riverside | 24 de agosto | 19:45 |
| Bolton Wanderers    | 0 - 3 | Sheffield United     | Macron Stadium       | 25 de agosto | 14:00 |
| Derby County        | 2 - 0 | Preston North End    | Pride Park Stadium   | 25 de agosto | 14:00 |
| Aston Villa         | 1 - 1 | Reading              | Villa Park           | 25 de agosto | 14:00 |
| Queens Park Rangers | 1 - 0 | Wigan Athletic       | Loftus Road          | 25 de agosto | 14:00 |
| Stoke City          | 2 - 0 | Hull City            | Bet365 Stadium       | 25 de agosto | 14:00 |
| Swansea City        | 0 - 1 | Bristol City         | Liberty Stadium      | 25 de agosto | 14:00 |
| Sheffield Wednesday | 2 - 1 | Ipswich Town         | Estadio Hillsborough | 25 de agosto | 14:00 |
| Norwich City        | 0 - 3 | Leeds United         | Carrow Road          | 25 de agosto | 14:00 |
| Blackburn Rovers    | 1 - 0 | Brentford            | Ewood Park           | 25 de agosto | 16:00 |
| Nottingham Forest   | 2 - 2 | Birmingham City      | City Ground          | 25 de agosto | 16:30 |
| Rotherham United    | 1 - 0 | Millwall             | New York Stadium     | 26 de agosto | 11:30 |

| Leeds United         | 0 - 0 | Middlesbrough       | Elland Road         | 31 de agosto    | 19:45 |
| Birmingham City      | 0 - 0 | Queens Park Rangers | St Andrew's Stadium | 1 de septiembre | 15:00 |
| Brentford            | 2 - 1 | Nottingham Forest   | Griffin Park        | 1 de septiembre | 15:00 |
| Hull City            | 1 - 2 | Derby County        | KC Stadium          | 1 de septiembre | 15:00 |
| Preston North End    | 2 - 2 | Bolton Wanderers    | Deepdale            | 1 de septiembre | 15:00 |
| Reading              | 1 - 2 | Sheffield Wednesday | Madejski Stadium    | 1 de septiembre | 15:00 |
| Sheffield United     | 4 - 1 | Aston Villa         | Bramall Lane        | 1 de septiembre | 15:00 |
| West Bromwich Albion | 2 - 1 | Stoke City          | The Hawthorns       | 1 de septiembre | 15:00 |
| Wigan Athletic       | 1 - 0 | Rotherham United    | DW Stadium          | 1 de septiembre | 15:00 |
| Millwall             | 1 - 2 | Swansea City        | The Den             | 1 de septiembre | 17:30 |
| Ipswich Town         | 1 - 1 | Norwich City        | Portman Road        | 2 de septiembre | 12:00 |
| Bristol City         | 4 - 1 | Blackburn Rovers    | Ashton Gate Stadium | 2 de septiembre | 13:30 |

| Birmingham City     | 1 - 1 | West Bromwich Albion | St Andrew's Stadium  | 14 de septiembre | 19:45 |
| Bolton Wanderers    | 1 - 2 | Queens Park Rangers  | Macron Stadium       | 15 de septiembre | 15:00 |
| Brentford           | 2 - 0 | Wigan Athletic       | Griffin Park         | 15 de septiembre | 15:00 |
| Bristol City        | 1 - 0 | Sheffield United     | Ashton Gate Stadium  | 15 de septiembre | 15:00 |
| Hull City           | 2 - 0 | Ipswich Town         | KC Stadium           | 15 de septiembre | 15:00 |
| Millwall            | 1 - 1 | Leeds United         | The Den              | 15 de septiembre | 15:00 |
| Norwich City        | 1 - 0 | Middlesbrough        | Carrow Road          | 15 de septiembre | 15:00 |
| Preston North End   | 2 - 3 | Reading              | Deepdale             | 15 de septiembre | 15:00 |
| Rotherham United    | 1 - 0 | Derby County         | New York Stadium     | 15 de septiembre | 15:00 |
| Sheffield Wednesday | 2 - 2 | Stoke City           | Estadio Hillsborough | 15 de septiembre | 15:00 |
| Swansea City        | 0 - 0 | Nottingham Forest    | Liberty Stadium      | 15 de septiembre | 15:00 |
| Blackburn Rovers    | 1 - 1 | Aston Villa          | Ewood Park           | 15 de septiembre | 17:30 |

| Aston Villa          | 2 - 0 | Rotherham United    | Villa Park           | 18 de septiembre | 19:45 |
| Derby County         | 0 - 0 | Blackburn Rovers    | Pride Park Stadium   | 18 de septiembre | 19:45 |
| Ipswich Town         | 1 - 1 | Brentford           | Portman Road         | 18 de septiembre | 19:45 |
| Leeds United         | 3 - 0 | Preston North End   | Elland Road          | 18 de septiembre | 19:45 |
| Wigan Athletic       | 2 - 1 | Hull City           | DW Stadium           | 18 de septiembre | 19:45 |
| Stoke City           | 1 - 0 | Swansea City        | Bet365 Stadium       | 18 de septiembre | 20:00 |
| West Bromwich Albion | 4 - 2 | Bristol City        | The Hawthorns        | 18 de septiembre | 20:00 |
| Middlesbrough        | 2 - 0 | Bolton Wanderers    | Estadio de Riverside | 19 de septiembre | 19:45 |
| Nottingham Forest    | 2 - 1 | Sheffield Wednesday | City Ground          | 19 de septiembre | 19:45 |
| Queens Park Rangers  | 2 - 0 | Millwall            | Loftus Road          | 19 de septiembre | 19:45 |
| Sheffield United     | 0 - 0 | Birmingham City     | Bramall Lane         | 19 de septiembre | 19:45 |
| Reading              | 1 - 2 | Norwich City        | Madejski Stadium     | 19 de septiembre | 20:00 |

| Wigan Athletic       | 1 - 0 | Bristol City        | DW Stadium           | 21 de septiembre | 19:45 |
| Aston Villa          | 1 - 2 | Sheffield Wednesday | Villa Park           | 22 de septiembre | 15:00 |
| Derby County         | 3 - 1 | Brentford           | Pride Park Stadium   | 22 de septiembre | 15:00 |
| Ipswich Town         | 0 - 0 | Bolton Wanderers    | Portman Road         | 22 de septiembre | 15:00 |
| Leeds United         | 1 - 2 | Birmingham City     | Elland Road          | 22 de septiembre | 15:00 |
| Middlesbrough        | 0 - 0 | Swansea City        | Estadio de Riverside | 22 de septiembre | 15:00 |
| Nottingham Forest    | 1 - 0 | Rotherham United    | City Ground          | 22 de septiembre | 15:00 |
| Reading              | 3 - 0 | Hull City           | Madejski Stadium     | 22 de septiembre | 15:00 |
| Sheffield United     | 3 - 2 | Preston North End   | Bramall Lane         | 22 de septiembre | 15:00 |
| Stoke City           | 2 - 3 | Blackburn Rovers    | Bet365 Stadium       | 22 de septiembre | 15:00 |
| West Bromwich Albion | 2 - 0 | Millwall            | The Hawthorns        | 22 de septiembre | 15:00 |
| Queens Park Rangers  | 0 - 1 | Norwich City        | Loftus Road          | 22 de septiembre | 17:30 |

| Sheffield Wednesday | 1 - 1 | Leeds United         | Estadio Hillsborough | 28 de septiembre | 19:45 |
| Bristol City        | 1 - 1 | Aston Villa          | Ashton Gate Stadium  | 28 de septiembre | 20:00 |
| Birmingham City     | 2 - 2 | Ipswich Town         | St Andrew's Stadium  | 29 de septiembre | 15:00 |
| Blackburn Rovers    | 2 - 2 | Nottingham Forest    | Ewood Park           | 29 de septiembre | 15:00 |
| Bolton Wanderers    | 1 - 0 | Derby County         | Macron Stadium       | 29 de septiembre | 15:00 |
| Brentford           | 2 - 1 | Reading              | Griffin Park         | 29 de septiembre | 15:00 |
| Hull City           | 1 - 1 | Middlesbrough        | KC Stadium           | 29 de septiembre | 15:00 |
| Millwall            | 2 - 3 | Sheffield United     | The Den              | 29 de septiembre | 15:00 |
| Norwich City        | 1 - 0 | Wigan Athletic       | Carrow Road          | 29 de septiembre | 15:00 |
| Preston North End   | 2 - 3 | West Bromwich Albion | Deepdale             | 29 de septiembre | 15:00 |
| Swansea City        | 3 - 0 | Queens Park Rangers  | Liberty Stadium      | 29 de septiembre | 15:00 |
| Rotherham United    | 2 - 2 | Stoke City           | New York Stadium     | 29 de septiembre | 17:30 |

| Aston Villa         | 3 - 3 | Preston North End    | Villa Park           | 2 de octubre | 19:45 |
| Brentford           | 1 - 1 | Birmingham City      | Griffin Park         | 2 de octubre | 19:45 |
| Hull City           | 0 - 1 | Leeds United         | KC Stadium           | 2 de octubre | 19:45 |
| Ipswich Town        | 0 - 2 | Middlesbrough        | Portman Road         | 2 de octubre | 19:45 |
| Wigan Athletic      | 0 - 0 | Swansea City         | DW Stadium           | 2 de octubre | 19:45 |
| Reading             | 0 - 1 | Queens Park Rangers  | Madejski Stadium     | 2 de octubre | 20:00 |
| Stoke City          | 2 - 0 | Bolton Wanderers     | Bet365 Stadium       | 2 de octubre | 20:00 |
| Blackburn Rovers    | 0 - 2 | Sheffield United     | Ewood Park           | 3 de octubre | 19:45 |
| Derby County        | 1 - 1 | Norwich City         | Pride Park Stadium   | 3 de octubre | 19:45 |
| Nottingham Forest   | 2 - 2 | Millwall             | City Ground          | 3 de octubre | 19:45 |
| Rotherham United    | 0 - 0 | Bristol City         | New York Stadium     | 3 de octubre | 19:45 |
| Sheffield Wednesday | 2 - 2 | West Bromwich Albion | Estadio Hillsborough | 3 de octubre | 19:45 |

| Leeds United         | 1 - 1 | Brentford           | Elland Road          | 6 de octubre | 12:30 |
| Birmingham City      | 3 - 1 | Rotherham United    | St Andrew's Stadium  | 6 de octubre | 15:00 |
| Middlesbrough        | 0 - 2 | Nottingham Forest   | Estadio de Riverside | 6 de octubre | 15:00 |
| Millwall             | 2 - 1 | Aston Villa         | The Den              | 6 de octubre | 15:00 |
| Norwich City         | 0 - 1 | Stoke City          | Carrow Road          | 6 de octubre | 15:00 |
| Preston North End    | 4 - 0 | Wigan Athletic      | Deepdale             | 6 de octubre | 15:00 |
| Queens Park Rangers  | 1 - 1 | Derby County        | Loftus Road          | 6 de octubre | 15:00 |
| Sheffield United     | 1 - 0 | Hull City           | Bramall Lane         | 6 de octubre | 15:00 |
| Swansea City         | 2 - 3 | Ipswich Town        | Liberty Stadium      | 6 de octubre | 15:00 |
| West Bromwich Albion | 4 - 1 | Reading             | The Hawthorns        | 6 de octubre | 15:00 |
| Bolton Wanderers     | 0 - 1 | Blackburn Rovers    | Macron Stadium       | 6 de octubre | 17:30 |
| Bristol City         | 1 - 2 | Sheffield Wednesday | Ashton Gate Stadium  | 7 de octubre | 13:30 |

| Sheffield Wednesday | 1 - 2 | Middlesbrough        | Estadio Hillsborough | 19 de octubre | 19:45 |
| Blackburn Rovers    | 2 - 1 | Leeds United         | Ewood Park           | 20 de octubre | 12:00 |
| Aston Villa         | 1 - 0 | Swansea City         | Villa Park           | 20 de octubre | 15:00 |
| Brentford           | 0 - 1 | Bristol City         | Griffin Park         | 20 de octubre | 15:00 |
| Hull City           | 1 - 1 | Preston North End    | KC Stadium           | 20 de octubre | 15:00 |
| Ipswich Town        | 0 - 2 | Queens Park Rangers  | Portman Road         | 20 de octubre | 15:00 |
| Nottingham Forest   | 1 - 2 | Norwich City         | City Ground          | 20 de octubre | 15:00 |
| Reading             | 3 - 1 | Millwall             | Madejski Stadium     | 20 de octubre | 15:00 |
| Rotherham United    | 1 - 1 | Bolton Wanderers     | New York Stadium     | 20 de octubre | 15:00 |
| Stoke City          | 0 - 1 | Birmingham City      | Bet365 Stadium       | 20 de octubre | 15:00 |
| Wigan Athletic      | 1 - 0 | West Bromwich Albion | DW Stadium           | 20 de octubre | 15:00 |
| Derby County        | 2 - 1 | Sheffield United     | Pride Park Stadium   | 20 de octubre | 17:30 |

| Birmingham City      | 2 - 1 | Reading             | St Andrew's Stadium  | 23 de octubre | 19:45 |
| Middlesbrough        | 0 - 0 | Rotherham United    | Estadio de Riverside | 23 de octubre | 19:45 |
| Millwall             | 2 - 1 | Wigan Athletic      | The Den              | 23 de octubre | 19:45 |
| Norwich City         | 2 - 1 | Aston Villa         | Carrow Road          | 23 de octubre | 19:45 |
| Queens Park Rangers  | 3 - 0 | Sheffield Wednesday | Loftus Road          | 23 de octubre | 19:45 |
| Sheffield United     | 1 - 1 | Stoke City          | Bramall Lane         | 23 de octubre | 19:45 |
| Swansea City         | 3 - 1 | Blackburn Rovers    | Liberty Stadium      | 23 de octubre | 19:45 |
| Bristol City         | 1 - 0 | Hull City           | Ashton Gate Stadium  | 24 de octubre | 19:45 |
| Leeds United         | 2 - 0 | Ipswich Town        | Elland Road          | 24 de octubre | 19:45 |
| Preston North End    | 4 - 3 | Brentford           | Deepdale             | 24 de octubre | 19:45 |
| Bolton Wanderers     | 0 - 3 | Nottingham Forest   | Macron Stadium       | 24 de octubre | 20:00 |
| West Bromwich Albion | 1 - 4 | Derby County        | The Hawthorns        | 24 de octubre | 20:00 |

| Queens Park Rangers  | 1 - 0 | Aston Villa         | Loftus Road          | 26 de octubre | 19:45 |
| Middlesbrough        | 1 - 1 | Derby County        | Estadio de Riverside | 27 de octubre | 12:30 |
| Birmingham City      | 3 - 1 | Sheffield Wednesday | St Andrew's Stadium  | 27 de octubre | 15:00 |
| Bolton Wanderers     | 0 - 1 | Hull City           | Macron Stadium       | 27 de octubre | 15:00 |
| Bristol City         | 0 - 1 | Stoke City          | Ashton Gate Stadium  | 27 de octubre | 15:00 |
| Millwall             | 3 - 0 | Ipswich Town        | The Den              | 27 de octubre | 15:00 |
| Norwich City         | 1 - 0 | Brentford           | Carrow Road          | 27 de octubre | 15:00 |
| Preston North End    | 1 - 1 | Rotherham United    | Deepdale             | 27 de octubre | 15:00 |
| Sheffield United     | 4 - 2 | Wigan Athletic      | Bramall Lane         | 27 de octubre | 15:00 |
| Swansea City         | 2 - 0 | Reading             | Liberty Stadium      | 27 de octubre | 15:00 |
| West Bromwich Albion | 1 - 1 | Blackburn Rovers    | The Hawthorns        | 27 de octubre | 15:00 |
| Leeds United         | 1 - 1 | Nottingham Forest   | Elland Road          | 27 de octubre | 17:30 |

| Aston Villa         | 2 - 0 | Bolton Wanderers     | Villa Park         | 2 de noviembre | 19:45 |
| Blackburn Rovers    | 1 - 0 | Queens Park Rangers  | Ewood Park         | 3 de noviembre | 15:00 |
| Brentford           | 2 - 0 | Millwall             | Griffin Park       | 3 de noviembre | 15:00 |
| Derby County        | 3 - 1 | Birmingham City      | Pride Park Stadium | 3 de noviembre | 15:00 |
| Hull City           | 1 - 0 | West Bromwich Albion | KC Stadium         | 3 de noviembre | 15:00 |
| Ipswich Town        | 1 - 1 | Preston North End    | Portman Road       | 3 de noviembre | 15:00 |
| Nottingham Forest   | 1 - 0 | Sheffield United     | City Ground        | 3 de noviembre | 15:00 |
| Reading             | 3 - 2 | Bristol City         | Madejski Stadium   | 3 de noviembre | 15:00 |
| Rotherham United    | 2 - 1 | Swansea City         | New York Stadium   | 3 de noviembre | 15:00 |
| Sheffield Wednesday | 0 - 4 | Norwich City         | Bramall Lane       | 3 de noviembre | 15:00 |
| Stoke City          | 0 - 0 | Middlesbrough        | Bet365 Stadium     | 3 de noviembre | 17:30 |
| Wigan Athletic      | 1 - 2 | Leeds United         | DW Stadium         | 4 de noviembre | 13:30 |

| Sheffield United     | 0 - 0 | Sheffield Wednesday | Bramall Lane         | 9 de noviembre  | 19:45 |
| Birmingham City      | 3 - 3 | Hull City           | St Andrew's Stadium  | 10 de noviembre | 15:00 |
| Blackburn Rovers     | 1 - 1 | Rotherham United    | Ewood Park           | 10 de noviembre | 15:00 |
| Bolton Wanderers     | 0 - 1 | Swansea City        | Macron Stadium       | 10 de noviembre | 15:00 |
| Bristol City         | 0 - 1 | Preston North End   | Ashton Gate Stadium  | 10 de noviembre | 15:00 |
| Derby County         | 0 - 3 | Aston Villa         | Pride Park Stadium   | 10 de noviembre | 15:00 |
| Middlesbrough        | 2 - 0 | Wigan Athletic      | Estadio de Riverside | 10 de noviembre | 15:00 |
| Norwich City         | 4 - 3 | Millwall            | Carrow Road          | 10 de noviembre | 15:00 |
| Nottingham Forest    | 0 - 0 | Stoke City          | City Ground          | 10 de noviembre | 15:00 |
| Queens Park Rangers  | 3 - 2 | Brentford           | Loftus Road          | 10 de noviembre | 15:00 |
| Reading              | 2 - 2 | Ipswich Town        | Madejski Stadium     | 10 de noviembre | 15:00 |
| West Bromwich Albion | 4 - 1 | Leeds United        | The Hawthorns        | 10 de noviembre | 17:30 |

| Ipswich Town        | 1 - 2 | West Bromwich Albion | Portman Road         | 23 de noviembre | 19:45 |
| Rotherham United    | 2 - 2 | Sheffield United     | New York Stadium     | 24 de noviembre | 12:30 |
| Leeds United        | 2 - 0 | Bristol City         | Elland Road          | 24 de noviembre | 15:00 |
| Swansea City        | 1 - 4 | Norwich City         | Liberty Stadium      | 24 de noviembre | 15:00 |
| Hull City           | 0 - 2 | Nottingham Forest    | KC Stadium           | 24 de noviembre | 15:00 |
| Millwall            | 1 - 1 | Bolton Wanderers     | The Den              | 24 de noviembre | 15:00 |
| Sheffield Wednesday | 1 - 2 | Derby County         | Estadio Hillsborough | 24 de noviembre | 15:00 |
| Wigan Athletic      | 0 - 0 | Reading              | DW Stadium           | 24 de noviembre | 15:00 |
| Preston North End   | 4 - 1 | Blackburn Rovers     | Deepdale             | 24 de noviembre | 15:00 |
| Stoke City          | 2 - 2 | Queens Park Rangers  | Bet365 Stadium       | 24 de noviembre | 15:00 |
| Brentford           | 1 - 2 | Middlesbrough        | Griffin Park         | 24 de noviembre | 17:30 |
| Aston Villa         | 4 - 2 | Birmingham City      | Villa Park           | 25 de noviembre | 12:00 |

| Leeds United        | 1 - 0 | Reading              | Elland Road          | 27 de noviembre | 19:45 |
| Sheffield Wednesday | 1 - 0 | Bolton Wanderers     | Estadio Hillsborough | 27 de noviembre | 19:45 |
| Brentford           | 2 - 3 | Sheffield United     | Griffin Park         | 27 de noviembre | 19:45 |
| Hull City           | 0 - 0 | Norwich City         | KC Stadium           | 27 de noviembre | 19:45 |
| Rotherham United    | 2 - 2 | Queens Park Rangers  | New York Stadium     | 27 de noviembre | 19:45 |
| Preston North End   | 1 - 1 | Middlesbrough        | Deepdale             | 27 de noviembre | 19:45 |
| Millwall            | 0 - 2 | Birmingham City      | The Den              | 28 de noviembre | 19:45 |
| Ipswich Town        | 2 - 3 | Bristol City         | Portman Road         | 28 de noviembre | 19:45 |
| Swansea City        | 1 - 2 | West Bromwich Albion | Liberty Stadium      | 28 de noviembre | 19:45 |
| Wigan Athletic      | 3 - 1 | Blackburn Rovers     | DW Stadium           | 28 de noviembre | 19:45 |
| Aston Villa         | 5 - 5 | Nottingham Forest    | Villa Park           | 28 de noviembre | 19:45 |
| Stoke City          | 2 - 1 | Derby County         | Bet365 Stadium       | 28 de noviembre | 20:00 |

| Sheffield United     | 0 - 1 | Leeds United        | Bramall Lane         | 1 de diciembre | 12:30 |
| Birmingham City      | 3 - 0 | Preston North End   | St Andrew's Stadium  | 1 de diciembre | 15:00 |
| Norwich City         | 3 - 1 | Rotherham United    | Carrow Road          | 1 de diciembre | 15:00 |
| Reading              | 2 - 2 | Stoke City          | Madejski Stadium     | 1 de diciembre | 15:00 |
| Blackburn Rovers     | 4 - 2 | Sheffield Wednesday | Ewood Park           | 1 de diciembre | 15:00 |
| Derby County         | 2 - 1 | Swansea City        | Pride Park Stadium   | 1 de diciembre | 15:00 |
| Nottingham Forest    | 2 - 0 | Ipswich Town        | City Ground          | 1 de diciembre | 15:00 |
| Bolton Wanderers     | 1 - 1 | Wigan Athletic      | Macron Stadium       | 1 de diciembre | 15:00 |
| Queens Park Rangers  | 2 - 3 | Hull City           | Loftus Road          | 1 de diciembre | 15:00 |
| Middlesbrough        | 0 - 3 | Aston Villa         | Estadio de Riverside | 1 de diciembre | 17:30 |
| Bristol City         | 1 - 1 | Millwall            | Ashton Gate Stadium  | 2 de diciembre | 13:30 |
| West Bromwich Albion | 1 - 1 | Brentford           | The Hawthorns        | 3 de diciembre | 20:00 |

| West Bromwich Albion | 2 - 2 | Aston Villa         | The Hawthorns        | 7 de diciembre | 20:00 |
| Brentford            | 2 - 3 | Swansea City        | Griffin Park         | 8 de diciembre | 15:00 |
| Millwall             | 2 - 2 | Hull City           | The Den              | 8 de diciembre | 15:00 |
| Leeds United         | 2 - 1 | Queens Park Rangers | Elland Road          | 8 de diciembre | 15:00 |
| Norwich City         | 3 - 2 | Bolton Wanderers    | Carrow Road          | 8 de diciembre | 15:00 |
| Sheffield Wednesday  | 2 - 2 | Rotherham United    | Estadio Hillsborough | 8 de diciembre | 15:00 |
| Wigan Athletic       | 0 - 1 | Derby County        | DW Stadium           | 8 de diciembre | 15:00 |
| Middlesbrough        | 1 - 1 | Blackburn Rovers    | Estadio de Riverside | 8 de diciembre | 15:00 |
| Nottingham Forest    | 0 - 1 | Preston North End   | City Ground          | 8 de diciembre | 15:00 |
| Stoke City           | 2 - 0 | Ipswich Town        | Bet365 Stadium       | 8 de diciembre | 15:00 |
| Birmingham City      | 0 - 1 | Bristol City        | St Andrew's Stadium  | 8 de diciembre | 15:00 |
| Reading              | 0 - 2 | Sheffield United    | Madejski Stadium     | 8 de diciembre | 17:30 |

| Sheffield United    | 1 - 2 | West Bromwich Albion | Bramall Lane        | 14 de diciembre | 19:45 |
| Blackburn Rovers    | 2 - 2 | Birmingham City      | Ewood Park          | 15 de diciembre | 15:00 |
| Preston North End   | 3 - 2 | Millwall             | Deepdale            | 15 de diciembre | 15:00 |
| Bolton Wanderers    | 0 - 1 | Leeds United         | Macron Stadium      | 15 de diciembre | 15:00 |
| Hull City           | 2 - 0 | Brentford            | KC Stadium          | 15 de diciembre | 15:00 |
| Queens Park Rangers | 2 - 1 | Middlesbrough        | Loftus Road         | 15 de diciembre | 15:00 |
| Swansea City        | 2 - 1 | Sheffield Wednesday  | Liberty Stadium     | 15 de diciembre | 15:00 |
| Aston Villa         | 2 - 2 | Stoke City           | Villa Park          | 15 de diciembre | 15:00 |
| Ipswich Town        | 1 - 0 | Wigan Athletic       | Portman Road        | 15 de diciembre | 15:00 |
| Rotherham United    | 1 - 1 | Reading              | New York Stadium    | 15 de diciembre | 15:00 |
| Bristol City        | 2 - 2 | Bristol City         | Ashton Gate Stadium | 15 de diciembre | 17:30 |
| Derby County        | 0 - 0 | Nottingham Forest    | Pride Park Stadium  | 17 de diciembre | 19:45 |

| Blackburn Rovers    | 0 - 1 | Norwich City         | Ewood Park           | 22 de diciembre | 15:00 |
| Reading             | 0 - 1 | Middlesbrough        | Madejski Stadium     | 22 de diciembre | 15:00 |
| Stoke City          | 1 - 0 | Millwall             | Bet365 Stadium       | 22 de diciembre | 15:00 |
| Brentford           | 1 - 0 | Bolton Wanderers     | Griffin Park         | 22 de diciembre | 15:00 |
| Ipswich Town        | 1 - 1 | Sheffield United     | Portman Road         | 22 de diciembre | 15:00 |
| Rotherham United    | 0 - 4 | West Bromwich Albion | New York Stadium     | 22 de diciembre | 15:00 |
| Wigan Athletic      | 0 - 3 | Birmingham City      | DW Stadium           | 22 de diciembre | 15:00 |
| Derby County        | 1 - 1 | Bristol City         | Pride Park Stadium   | 22 de diciembre | 15:00 |
| Nottingham Forest   | 0 - 1 | Queens Park Rangers  | City Ground          | 22 de diciembre | 15:00 |
| Sheffield Wednesday | 1 - 0 | Preston North End    | Estadio Hillsborough | 22 de diciembre | 15:00 |
| Hull City           | 3 - 2 | Swansea City         | KC Stadium           | 22 de diciembre | 17:30 |
| Aston Villa         | 2 - 3 | Leeds United         | Villa Park           | 23 de diciembre | 13:30 |

### Segunda vuelta
| Bolton Wanderers     | 2 - 1 | Rotherham United    | Macron Stadium       | 26 de diciembre | 15:00 |
| Middlesbrough        | 0 - 1 | Sheffield Wednesday | Estadio de Riverside | 26 de diciembre | 15:00 |
| Preston North End    | 1 - 2 | Hull City           | Deepdale             | 26 de diciembre | 15:00 |
| Swansea City         | 0 - 1 | Aston Villa         | Liberty Stadium      | 26 de diciembre | 15:00 |
| Bristol City         | 1 - 1 | Brentford           | Ashton Gate Stadium  | 26 de diciembre | 15:00 |
| Millwall             | 1 - 0 | Reading             | The Den              | 26 de diciembre | 15:00 |
| Queens Park Rangers  | 3 - 0 | Ipswich Town        | Loftus Road          | 26 de diciembre | 15:00 |
| West Bromwich Albion | 2 - 0 | Wigan Athletic      | The Hawthorns        | 26 de diciembre | 15:00 |
| Birmingham City      | 2 - 0 | Stoke City          | St Andrew's Stadium  | 26 de diciembre | 15:00 |
| Leeds United         | 3 - 2 | Blackburn Rovers    | Elland Road          | 26 de diciembre | 15:00 |
| Norwich City         | 3 - 3 | Nottingham Forest   | Carrow Road          | 26 de diciembre | 15:00 |
| Sheffield United     | 3 - 1 | Derby County        | Bramall Lane         | 26 de diciembre | 15:00 |

| Birmingham City      | 0 - 0 | Brentford           | St Andrew's Stadium  | 29 de diciembre | 15:00 |
| Leeds United         | 0 - 2 | Hull City           | Elland Road          | 29 de diciembre | 15:00 |
| Norwich City         | 3 - 4 | Derby County        | Carrow Road          | 29 de diciembre | 15:00 |
| Sheffield United     | 3 - 0 | Blackburn Rovers    | Bramall Lane         | 29 de diciembre | 15:00 |
| Bolton Wanderers     | 0 - 0 | Stoke City          | Macron Stadium       | 29 de diciembre | 15:00 |
| Middlesbrough        | 2 - 0 | Ipswich Town        | Estadio de Riverside | 29 de diciembre | 15:00 |
| Preston North End    | 1 - 1 | Aston Villa         | Deepdale             | 29 de diciembre | 15:00 |
| Swansea City         | 2 - 2 | Wigan Athletic      | Liberty Stadium      | 29 de diciembre | 15:00 |
| Bristol City         | 1 - 0 | Rotherham United    | Ashton Gate Stadium  | 29 de diciembre | 15:00 |
| Millwall             | 1 - 0 | Nottingham Forest   | The Den              | 29 de diciembre | 15:00 |
| Queens Park Rangers  | 0 - 0 | Reading             | Loftus Road          | 29 de diciembre | 15:00 |
| West Bromwich Albion | 1 - 1 | Sheffield Wednesday | The Hawthorns        | 29 de diciembre | 15:00 |

| Aston Villa         | 2 - 2 | Queens Park Rangers  | Villa Park           | 1 de enero | 15:00 |
| Derby County        | 1 - 1 | Middlesbrough        | Pride Park Stadium   | 1 de enero | 15:00 |
| Nottingham Forest   | 4 - 2 | Leeds United         | City Ground          | 1 de enero | 15:00 |
| Sheffield Wednesday | 1 - 1 | Birmingham City      | Estadio Hillsborough | 1 de enero | 15:00 |
| Blackburn Rovers    | 2 - 1 | West Bromwich Albion | Ewood Park           | 1 de enero | 15:00 |
| Hull City           | 6 - 0 | Bolton Wanderers     | KC Stadium           | 1 de enero | 15:00 |
| Reading             | 1 - 4 | Swansea City         | Madejski Stadium     | 1 de enero | 15:00 |
| Stoke City          | 0 - 2 | Bristol City         | Bet365 Stadium       | 1 de enero | 15:00 |
| Brentford           | 1 - 1 | Norwich City         | Griffin Park         | 1 de enero | 15:00 |
| Ipswich Town        | 2 - 3 | Millwall             | Portman Road         | 1 de enero | 15:00 |
| Rotherham United    | 2 - 1 | Preston North End    | New York Stadium     | 1 de enero | 15:00 |
| Wigan Athletic      | 0 - 3 | Sheffield United     | DW Stadium           | 1 de enero | 15:00 |

| Leeds United         | 2 - 0 | Derby County        | Elland Road         | 11 de enero | 19:45 |
| Birmingham City      | 1 - 2 | Middlesbrough       | St Andrew's Stadium | 12 de enero | 15:00 |
| Hull City            | 3 - 0 | Sheffield Wednesday | KC Stadium          | 12 de enero | 15:00 |
| Sheffield United     | 1 - 0 | Queens Park Rangers | Bramall Lane        | 12 de enero | 15:00 |
| Brentford            | 3 - 1 | Stoke City          | Griffin Park        | 12 de enero | 15:00 |
| Ipswich Town         | 1 - 0 | Rotherham United    | Portman Road        | 12 de enero | 15:00 |
| Preston North End    | 1 - 1 | Swansea City        | Deepdale            | 12 de enero | 15:00 |
| West Bromwich Albion | 1 - 1 | Norwich City        | The Hawthorns       | 12 de enero | 15:00 |
| Bristol City         | 2 - 1 | Bolton Wanderers    | Ashton Gate Stadium | 12 de enero | 15:00 |
| Reading              | 2 - 0 | Nottingham Forest   | Madejski Stadium    | 12 de enero | 15:00 |
| Wigan Athletic       | 3 - 0 | Aston Villa         | DW Stadium          | 12 de enero | 15:00 |
| Millwall             | 0 - 2 | Blackburn Rovers    | The Den             | 12 de enero | 17:30 |

| Norwich City        | 3 - 1 | Birmingham City      | Carrow Road          | 18 de enero | 19:45 |
| Aston Villa         | 2 - 2 | Hull City            | Villa Park           | 19 de enero | 15:00 |
| Derby County        | 2 - 1 | Reading              | Pride Park Stadium   | 19 de enero | 15:00 |
| Nottingham Forest   | 0 - 1 | Bristol City         | City Ground          | 19 de enero | 15:00 |
| Sheffield Wednesday | 1 - 0 | Wigan Athletic       | Estadio Hillsborough | 19 de enero | 15:00 |
| Blackburn Rovers    | 2 - 0 | Ipswich Town         | Ewood Park           | 19 de enero | 15:00 |
| Middlesbrough       | 1 - 1 | Millwall             | Estadio de Riverside | 19 de enero | 15:00 |
| Queens Park Rangers | 1 - 4 | Preston North End    | Loftus Road          | 19 de enero | 15:00 |
| Stoke City          | 2 - 1 | Leeds United         | Bet365 Stadium       | 19 de enero | 15:00 |
| Rotherham United    | 2 - 4 | Brentford            | New York Stadium     | 19 de enero | 15:00 |
| Swansea City        | 1 - 0 | Sheffield United     | Liberty Stadium      | 19 de enero | 17:30 |
| Bolton Wanderers    | 0 - 2 | West Bromwich Albion | Macron Stadium       | 21 de enero | 20:00 |

| Aston Villa         | 2 - 1 | Ipswich Town         | Villa Park           | 26 de enero   | 15:00 |
| Nottingham Forest   | 3 - 1 | Wigan Athletic       | City Ground          | 26 de enero   | 15:00 |
| Blackburn Rovers    | 3 - 0 | Hull City            | Ewood Park           | 26 de enero   | 15:00 |
| Stoke City          | 0 - 2 | Preston North End    | Bet365 Stadium       | 26 de enero   | 15:00 |
| Norwich City        | 2 - 2 | Sheffield United     | Carrow Road          | 26 de enero   | 15:00 |
| Rotherham United    | 1 - 2 | Leeds United         | New York Stadium     | 26 de enero   | 15:00 |
| Swansea City        | 3 - 3 | Birmingham City      | Liberty Stadium      | 29 de enero   | 19:45 |
| Bolton Wanderers    | 1 - 1 | Reading              | Macron Stadium       | 29 de enero   | 20:00 |
| Queens Park Rangers | 2 - 3 | West Bromwich Albion | Loftus Road          | 19 de febrero | 19:45 |
| Derby County        | 0 - 1 | Millwall             | Pride Park Stadium   | 20 de febrero | 19:45 |
| Sheffield Wednesday | 2 - 0 | Brentford            | Estadio Hillsborough | 26 de febrero | 19:45 |
| Middlesbrough       | 0 - 1 | Bristol City         | Estadio de Riverside | 2 de abril    | 19:45 |

| Preston North End    | 0 - 0 | Derby County        | Deepdale            | 1 de febrero | 19:45 |
| Birmingham City      | 2 - 0 | Nottingham Forest   | St Andrew's Stadium | 2 de febrero | 15:00 |
| Hull City            | 2 - 0 | Stoke City          | KC Stadium          | 2 de febrero | 15:00 |
| Millwall             | 0 - 0 | Rotherham United    | The Den             | 2 de febrero | 15:00 |
| Sheffield United     | 2 - 0 | Bolton Wanderers    | Bramall Lane        | 2 de febrero | 15:00 |
| Brentford            | 5 - 2 | Blackburn Rovers    | Griffin Park        | 2 de febrero | 15:00 |
| Ipswich Town         | 0 - 1 | Sheffield Wednesday | Portman Road        | 2 de febrero | 15:00 |
| West Bromwich Albion | 2 - 3 | Middlesbrough       | The Hawthorns       | 2 de febrero | 15:00 |
| Bristol City         | 2 - 0 | Swansea City        | Ashton Gate Stadium | 2 de febrero | 15:00 |
| Reading              | 0 - 0 | Aston Villa         | Madejski Stadium    | 2 de febrero | 15:00 |
| Wigan Athletic       | 2 - 1 | Queens Park Rangers | DW Stadium          | 2 de febrero | 15:00 |
| Leeds United         | 1 - 3 | Norwich City        | Elland Road         | 2 de febrero | 17:30 |

| Aston Villa         | 3 - 3 | Sheffield United     | Villa Park           | 8 de febrero  | 19:45 |
| Middlesbrough       | 1 - 1 | Leeds United         | Estadio de Riverside | 9 de febrero  | 13:00 |
| Bolton Wanderers    | 1 - 2 | Preston North End    | Macron Stadium       | 9 de febrero  | 15:00 |
| Rotherham United    | 1 - 1 | Wigan Athletic       | New York Stadium     | 9 de febrero  | 15:00 |
| Swansea City        | 1 - 0 | Millwall             | Liberty Stadium      | 9 de febrero  | 15:00 |
| Derby County        | 2 - 0 | Hull City            | Pride Park Stadium   | 9 de febrero  | 15:00 |
| Nottingham Forest   | 2 - 1 | Brentford            | City Ground          | 9 de febrero  | 15:00 |
| Sheffield Wednesday | 0 - 0 | Reading              | Estadio Hillsborough | 9 de febrero  | 15:00 |
| Blackburn Rovers    | 0 - 1 | Bristol City         | Ewood Park           | 9 de febrero  | 15:00 |
| Queens Park Rangers | 3 - 4 | Birmingham City      | Loftus Road          | 9 de febrero  | 15:00 |
| Stoke City          | 0 - 1 | West Bromwich Albion | Bet365 Stadium       | 9 de febrero  | 17:30 |
| Norwich City        | 3 - 0 | Ipswich Town         | Carrow Road          | 10 de febrero | 12:00 |

| Birmingham City      | 0 - 1 | Bolton Wanderers    | St Andrew's Stadium | 12 de febrero | 19:45 |
| Millwall             | 0 - 0 | Sheffield Wednesday | The Den             | 12 de febrero | 19:45 |
| Bristol City         | 2 - 1 | Queens Park Rangers | Ashton Gate Stadium | 12 de febrero | 19:45 |
| Hull City            | 2 - 2 | Rotherham United    | KC Stadium          | 12 de febrero | 19:45 |
| West Bromwich Albion | 3 - 2 | Nottingham Forest   | The Hawthorns       | 12 de febrero | 20:00 |
| Preston North End    | 3 - 1 | Norwich City        | Deepdale            | 13 de febrero | 19:45 |
| Brentford            | 1 - 0 | Aston Villa         | Griffin Park        | 13 de febrero | 19:45 |
| Ipswich Town         | 1 - 1 | Derby County        | Portman Road        | 13 de febrero | 19:45 |
| Leeds United         | 2 - 1 | Swansea City        | Elland Road         | 13 de febrero | 19:45 |
| Sheffield United     | 1 - 0 | Middlesbrough       | Bramall Lane        | 13 de febrero | 19:45 |
| Wigan Athletic       | 0 - 0 | Stoke City          | DW Stadium          | 13 de febrero | 19:45 |
| Reading              | 2 - 1 | Blackburn Rovers    | Madejski Stadium    | 13 de febrero | 20:00 |

| Rotherham United    | 2 - 2 | Sheffield Wednesday  | New York Stadium    | 16 de febrero | 13:00 |
| Aston Villa         | 0 - 2 | West Bromwich Albion | Villa Park          | 16 de febrero | 15:00 |
| Sheffield United    | 4 - 0 | Reading              | Bramall Lane        | 16 de febrero | 15:00 |
| Preston North End   | 0 - 0 | Nottingham Forest    | Deepdale            | 16 de febrero | 15:00 |
| Ipswich Town        | 1 - 1 | Stoke City           | Portman Road        | 16 de febrero | 15:00 |
| Bolton Wanderers    | 0 - 4 | Norwich City         | Macron Stadium      | 16 de febrero | 15:00 |
| Blackburn Rovers    | 0 - 1 | Middlesbrough        | Ewood Park          | 17 de febrero | 13:00 |
| Hull City           | 2 - 1 | Millwall             | KC Stadium          | 26 de febrero | 19:45 |
| Bristol City        | 1 - 2 | Birmingham City      | Ashton Gate Stadium | 26 de febrero | 19:45 |
| Queens Park Rangers | 1 - 0 | Leeds United         | Loftus Road         | 26 de febrero | 19:45 |
| Derby County        | 2 - 1 | Wigan Athletic       | Pride Park Stadium  | 5 de marzo    | 19:45 |
| Swansea City        | 3 - 0 | Brentford            | Liberty Stadium     | 2 de abril    | 19:45 |

| Birmingham City      | 2 - 2 | Blackburn Rovers    | St Andrew's Stadium  | 23 de febrero | 15:00 |
| Stoke City           | 1 - 1 | Aston Villa         | Bet365 Stadium       | 23 de febrero | 15:00 |
| Sheffield Wednesday  | 3 - 1 | Swansea City        | Estadio Hillsborough | 23 de febrero | 15:00 |
| Reading              | 1 - 1 | Rotherham United    | Madejski Stadium     | 23 de febrero | 15:00 |
| Wigan Athletic       | 1 - 1 | Ipswich Town        | DW Stadium           | 23 de febrero | 15:00 |
| Norwich City         | 3 - 2 | Bristol City        | Carrow Road          | 23 de febrero | 15:00 |
| Millwall             | 1 - 3 | Preston North End   | The Den              | 23 de febrero | 15:00 |
| Middlesbrough        | 2 - 0 | Queens Park Rangers | Estadio de Riverside | 23 de febrero | 15:00 |
| Leeds United         | 2 - 1 | Bolton Wanderers    | Elland Road          | 23 de febrero | 15:00 |
| Brentford            | 5 - 1 | Hull City           | Griffin Park         | 23 de febrero | 15:00 |
| West Bromwich Albion | 0 - 1 | Sheffield United    | The Hawthorns        | 23 de febrero | 17:30 |
| Nottingham Forest    | 1 - 0 | Derby County        | City Ground          | 25 de febrero | 19:45 |

| Leeds United      | 4 - 0 | West Bromwich Albion | Elland Road      | 1 de marzo | 19:45 |
| Aston Villa       | 4 - 0 | Derby County         | Villa Park       | 2 de marzo | 15:00 |
| Swansea City      | 2 - 0 | Bolton Wanderers     | Liberty Stadium  | 2 de marzo | 15:00 |
| Stoke City        | 2 - 0 | Nottingham Forest    | Bet365 Stadium   | 2 de marzo | 15:00 |
| Rotherham United  | 3 - 2 | Blackburn Rovers     | New York Stadium | 2 de marzo | 15:00 |
| Preston North End | 1 - 1 | Bristol City         | Deepdale         | 2 de marzo | 15:00 |
| Millwall          | 1 - 3 | Norwich City         | The Den          | 2 de marzo | 15:00 |
| Ipswich Town      | 1 - 2 | Reading              | Portman Road     | 2 de marzo | 15:00 |
| Hull City         | 2 - 0 | Birmingham City      | KC Stadium       | 2 de marzo | 15:00 |
| Brentford         | 3 - 0 | Queens Park Rangers  | Griffin Park     | 2 de marzo | 15:00 |
| Wigan Athletic    | 0 - 0 | Middlesbrough        | DW Stadium       | 2 de marzo | 15:00 |
| Sheffield United  | 0 - 0 | Sheffield Wednesday  | Bramall Lane     | 4 de marzo | 19:45 |

| Norwich City         | 1 - 0 | Swansea City        | Carrow Road          | 8 de marzo  | 19:45 |
| Blackburn Rovers     | 0 - 1 | Preston North End   | Ewood Park           | 9 de marzo  | 12:00 |
| Sheffield United     | 2 - 0 | Rotherham United    | Bramall Lane         | 9 de marzo  | 12:15 |
| Reading              | 3 - 2 | Wigan Athletic      | Madejski Stadium     | 9 de marzo  | 15:00 |
| Queens Park Rangers  | 0 - 0 | Stoke City          | Loftus Road          | 9 de marzo  | 15:00 |
| Nottingham Forest    | 3 - 0 | Hull City           | City Ground          | 9 de marzo  | 15:00 |
| West Bromwich Albion | 1 - 1 | Ipswich Town        | The Hawthorns        | 9 de marzo  | 15:00 |
| Middlesbrough        | 1 - 2 | Brentford           | Estadio de Riverside | 9 de marzo  | 15:00 |
| Derby County         | 1 - 1 | Sheffield Wednesday | Pride Park Stadium   | 9 de marzo  | 15:00 |
| Bristol City         | 0 - 1 | Leeds United        | Ashton Gate Stadium  | 9 de marzo  | 15:00 |
| Bolton Wanderers     | 2 - 1 | Millwall            | Macron Stadium       | 9 de marzo  | 15:00 |
| Birmingham City      | 0 - 1 | Aston Villa         | St Andrew's Stadium  | 10 de marzo | 12:00 |

| Blackburn Rovers     | 3 - 0 | Wigan Athletic      | Ewood Park           | 12 de marzo | 19:45 |
| Bristol City         | 1 - 1 | Ipswich Town        | Ashton Gate Stadium  | 12 de marzo | 19:45 |
| Sheffield United     | 2 - 0 | Brentford           | Bramall Lane         | 12 de marzo | 19:45 |
| Reading              | 0 - 3 | Leeds United        | Madejski Stadium     | 12 de marzo | 20:00 |
| Bolton Wanderers     | 0 - 2 | Sheffield Wednesday | Macron Stadium       | 12 de marzo | 20:00 |
| Queens Park Rangers  | 1 - 2 | Rotherham United    | Loftus Road          | 13 de marzo | 19:45 |
| Norwich City         | 3 - 2 | Hull City           | Carrow Road          | 13 de marzo | 19:45 |
| Middlesbrough        | 1 - 2 | Preston North End   | Estadio de Riverside | 13 de marzo | 19:45 |
| Derby County         | 0 - 0 | Stoke City          | Pride Park Stadium   | 13 de marzo | 19:45 |
| Birmingham City      | 0 - 2 | Millwall            | St Andrew's Stadium  | 13 de marzo | 19:45 |
| Nottingham Forest    | 1 - 3 | Aston Villa         | City Ground          | 13 de marzo | 19:45 |
| West Bromwich Albion | 3 - 0 | Swansea City        | The Hawthorns        | 13 de marzo | 20:00 |

| Leeds United        | 0 - 1 | Sheffield United     | Elland Road          | 16 de marzo | 12:30 |
| Aston Villa         | 3 - 0 | Middlesbrough        | Villa Park           | 16 de marzo | 15:00 |
| Stoke City          | 0 - 0 | Reading              | Bet365 Stadium       | 16 de marzo | 15:00 |
| Sheffield Wednesday | 4 - 2 | Blackburn Rovers     | Estadio Hillsborough | 16 de marzo | 15:00 |
| Rotherham United    | 1 - 2 | Norwich City         | New York Stadium     | 16 de marzo | 15:00 |
| Preston North End   | 1 - 0 | Birmingham City      | Deepdale             | 16 de marzo | 15:00 |
| Ipswich Town        | 1 - 1 | Nottingham Forest    | Portman Road         | 16 de marzo | 15:00 |
| Hull City           | 2 - 2 | Queens Park Rangers  | KC Stadium           | 16 de marzo | 15:00 |
| Brentford           | 0 - 1 | West Bromwich Albion | Griffin Park         | 16 de marzo | 15:00 |
| Wigan Athletic      | 5 - 2 | Bolton Wanderers     | DW Stadium           | 16 de marzo | 15:00 |
| Millwall            | 1 - 2 | Bristol City         | The Den              | 30 de abril | 19:45 |
| Swansea City        | 1 - 1 | Derby County         | Liberty Stadium      | 1 de mayo   | 19:45 |

| West Bromwich Albion | 3 - 2 | Birmingham City     | The Hawthorns        | 29 de marzo | 20:00 |
| Aston Villa          | 2 - 1 | Blackburn Rovers    | Villa Park           | 30 de marzo | 15:00 |
| Stoke City           | 0 - 0 | Sheffield Wednesday | Bet365 Stadium       | 30 de marzo | 15:00 |
| Sheffield United     | 2 - 3 | Bristol City        | Bramall Lane         | 30 de marzo | 15:00 |
| Reading              | 2 - 1 | Preston North End   | Madejski Stadium     | 30 de marzo | 15:00 |
| Queens Park Rangers  | 1 - 2 | Bolton Wanderers    | Loftus Road          | 30 de marzo | 15:00 |
| Nottingham Forest    | 2 - 1 | Swansea City        | City Ground          | 30 de marzo | 15:00 |
| Leeds United         | 3 - 2 | Millwall            | Elland Road          | 30 de marzo | 15:00 |
| Ipswich Town         | 0 - 2 | Hull City           | Portman Road         | 30 de marzo | 15:00 |
| Derby County         | 6 - 1 | Rotherham United    | Pride Park Stadium   | 30 de marzo | 15:00 |
| Wigan Athletic       | 0 - 0 | Brentford           | DW Stadium           | 30 de marzo | 15:00 |
| Middlesbrough        | 0 - 1 | Norwich City        | Estadio de Riverside | 30 de marzo | 17:30 |

| Norwich City        | 4 - 0 | Queens Park Rangers  | Carrow Road          | 6 de abril | 12:30 |
| Birmingham City     | 1 - 0 | Leeds United         | St Andrew's Stadium  | 6 de abril | 15:00 |
| Blackburn Rovers    | 0 - 1 | Stoke City           | Ewood Park           | 6 de abril | 15:00 |
| Bolton Wanderers    | 1 - 2 | Ipswich Town         | Macron Stadium       | 6 de abril | 15:00 |
| Brentford           | 3 - 3 | Derby County         | Griffin Park         | 6 de abril | 15:00 |
| Bristol City        | 2 - 2 | Wigan Athletic       | Ashton Gate Stadium  | 6 de abril | 15:00 |
| Hull City           | 3 - 1 | Reading              | KC Stadium           | 6 de abril | 15:00 |
| Millwall            | 2 - 0 | West Bromwich Albion | The Den              | 6 de abril | 15:00 |
| Preston North End   | 0 - 1 | Sheffield United     | Deepdale             | 6 de abril | 15:00 |
| Rotherham United    | 2 - 1 | Nottingham Forest    | New York Stadium     | 6 de abril | 15:00 |
| Sheffield Wednesday | 1 - 3 | Aston Villa          | Estadio Hillsborough | 6 de abril | 15:00 |
| Swansea City        | 3 - 1 | Middlesbrough        | Liberty Stadium      | 6 de abril | 15:00 |

| Blackburn Rovers    | 2 - 0 | Derby County         | Ewood Park           | 9 de abril  | 19:45 |
| Bristol City        | 3 - 2 | West Bromwich Albion | Ashton Gate Stadium  | 9 de abril  | 19:45 |
| Preston North End   | 0 - 2 | Leeds United         | Deepdale             | 9 de abril  | 19:45 |
| Sheffield Wednesday | 3 - 0 | Nottingham Forest    | Estadio Hillsborough | 9 de abril  | 19:45 |
| Swansea City        | 3 - 1 | Stoke City           | Liberty Stadium      | 9 de abril  | 19:45 |
| Bolton Wanderers    | 0 - 2 | Middlesbrough        | Macron Stadium       | 9 de abril  | 20:00 |
| Birmingham City     | 1 - 1 | Sheffield United     | St Andrew's Stadium  | 10 de abril | 19:45 |
| Brentford           | 2 - 0 | Ipswich Town         | Griffin Park         | 10 de abril | 19:45 |
| Hull City           | 2 - 1 | Wigan Athletic       | KC Stadium           | 10 de abril | 19:45 |
| Millwall            | 0 - 0 | Queens Park Rangers  | The Den              | 10 de abril | 19:45 |
| Norwich City        | 2 - 2 | Reading              | Carrow Road          | 10 de abril | 19:45 |
| Rotherham United    | 1 - 2 | Aston Villa          | New York Stadium     | 10 de abril | 19:45 |

| Aston Villa          | 2 - 1 | Bristol City        | Villa Park           | 13 de abril | 15:00 |
| Derby County         | 4 - 0 | Bolton Wanderers    | Pride Park Stadium   | 13 de abril | 15:00 |
| Ipswich Town         | 1 - 1 | Birmingham City     | Portman Road         | 13 de abril | 15:00 |
| Middlesbrough        | 1 - 0 | Hull City           | Estadio de Riverside | 13 de abril | 15:00 |
| Nottingham Forest    | 1 - 2 | Blackburn Rovers    | City Ground          | 13 de abril | 15:00 |
| Queens Park Rangers  | 4 - 0 | Swansea City        | Loftus Road          | 13 de abril | 15:00 |
| Reading              | 2 - 1 | Brentford           | Madejski Stadium     | 13 de abril | 15:00 |
| Sheffield United     | 1 - 1 | Millwall            | Bramall Lane         | 13 de abril | 15:00 |
| Stoke City           | 2 - 2 | Rotherham United    | Bet365 Stadium       | 13 de abril | 15:00 |
| West Bromwich Albion | 4 - 1 | Preston North End   | The Hawthorns        | 13 de abril | 15:00 |
| Leeds United         | 1 - 0 | Sheffield Wednesday | Elland Road          | 13 de abril | 17:30 |
| Wigan Athletic       | 1 - 1 | Norwich City        | DW Stadium           | 14 de abril | 12:00 |

| Bristol City         | 1 - 1 | Reading             | Ashton Gate Stadium | 19 de abril | 12:00 |
| Sheffield United     | 2 - 0 | Nottingham Forest   | Bramall Lane        | 19 de abril | 12:30 |
| Millwall             | 1 - 1 | Brentford           | The Den             | 19 de abril | 13:00 |
| Birmingham City      | 2 - 2 | Derby County        | St Andrew's Stadium | 19 de abril | 15:00 |
| Swansea City         | 4 - 3 | Rotherham United    | Liberty Stadium     | 19 de abril | 15:00 |
| Queens Park Rangers  | 1 - 2 | Blackburn Rovers    | Loftus Road         | 19 de abril | 15:00 |
| Preston North End    | 4 - 0 | Ipswich Town        | Deepdale            | 19 de abril | 15:00 |
| West Bromwich Albion | 3 - 2 | Hull City           | The Hawthorns       | 19 de abril | 15:00 |
| Middlesbrough        | 1 - 0 | Stoke City          | Riverside           | 19 de abril | 15:00 |
| Leeds United         | 1 - 2 | Wigan Athletic      | Elland Road         | 19 de abril | 15:00 |
| Bolton Wanderers     | 0 - 2 | Aston Villa         | Macron Stadium      | 19 de abril | 15:00 |
| Norwich City         | 2 - 2 | Sheffield Wednesday | Carrow Road         | 19 de abril | 19:45 |

| Aston Villa         | 1 - 0 | Millwall             | Villa Park           | 22 de abril | 13:00 |
| Stoke City          | 2 - 2 | Norwich City         | Bet365 Stadium       | 22 de abril | 15:00 |
| Sheffield Wednesday | 2 - 0 | Bristol City         | Estadio Hillsborough | 22 de abril | 15:00 |
| Rotherham United    | 1 - 3 | Birmingham City      | New York Stadium     | 22 de abril | 15:00 |
| Reading             | 0 - 0 | West Bromwich Albion | Madejski Stadium     | 22 de abril | 15:00 |
| Nottingham Forest   | 3 - 0 | Middlesbrough        | City Ground          | 22 de abril | 15:00 |
| Ipswich Town        | 0 - 1 | Swansea City         | Portman Road         | 22 de abril | 15:00 |
| Hull City           | 0 - 3 | Sheffield United     | KC Stadium           | 22 de abril | 15:00 |
| Derby County        | 2 - 0 | Queens Park Rangers  | Pride Park Stadium   | 22 de abril | 15:00 |
| Blackburn Rovers    | 2 - 0 | Bolton Wanderers     | Ewood Park           | 22 de abril | 15:00 |
| Wigan Athletic      | 2 - 0 | Preston North End    | DW Stadium           | 22 de abril | 15:00 |
| Brentford           | 2 - 0 | Leeds United         | Griffin Park         | 22 de abril | 17:15 |

| Millwall             | 0 - 0 | Stoke City          | The Den              | 27 de abril | 13:30     |
| Birmingham City      | 1 - 1 | Wigan Athletic      | St Andrew's Stadium  | 27 de abril | 15:00     |
| Bristol City         | 0 - 2 | Derby County        | Ashton Gate Stadium  | 27 de abril |           |
| Middlesbrough        | 2 - 1 | Reading             | Estadio de Riverside | 27 de abril |           |
| Preston North End    | 3 - 3 | Sheffield Wednesday | Deepdale             | 27 de abril |           |
| Queens Park Rangers  | 0 - 1 | Nottingham Forest   | Loftus Road          | 27 de abril |           |
| Swansea City         | 2 - 2 | Hull City           | Liberty Stadium      | 27 de abril |           |
| West Bromwich Albion | 2 - 1 | Rotherham United    | The Hawthorns        | 27 de abril |           |
| Sheffield United     | 2 - 0 | Ipswich Town        | Bramall Lane         | 27 de abril | 17:15     |
| Norwich City (C)     | 2 - 1 | Blackburn Rovers    | Carrow Road          | 27 de abril | 19:30     |
| Leeds United         | 1 - 1 | Aston Villa         | Elland Road          | 28 de abril | 12:00     |
| Bolton Wanderers     | 0 - 1 | Brentford           | Cancelado            | Cancelado   | Cancelado |

| Aston Villa         | 1 - 2 | Norwich City         | Villa Park           | 5 de mayo | 12:30 |
| Blackburn Rovers    | 2 - 2 | Swansea City         | Ewood Park           | 5 de mayo | 12:30 |
| Brentford           | 3 - 0 | Preston North End    | Griffin Park         | 5 de mayo | 12:30 |
| Derby County        | 3 - 1 | West Bromwich Albion | Pride Park Stadium   | 5 de mayo | 12:30 |
| Hull City           | 1 - 1 | Bristol City         | KC Stadium           | 5 de mayo | 12:30 |
| Ipswich Town        | 3 - 2 | Leeds United         | Portman Road         | 5 de mayo | 12:30 |
| Nottingham Forest   | 1 - 0 | Bolton Wanderers     | City Ground          | 5 de mayo | 12:30 |
| Reading             | 0 - 0 | Birmingham City      | Madejski Stadium     | 5 de mayo | 12:30 |
| Rotherham United    | 1 - 2 | Middlesbrough        | New York Stadium     | 5 de mayo | 12:30 |
| Sheffield Wednesday | 1 - 2 | Queens Park Rangers  | Estadio Hillsborough | 5 de mayo | 12:30 |
| Stoke City          | 2 - 2 | Sheffield United     | Bet365 Stadium       | 5 de mayo | 12:30 |
| Wigan Athletic      | 1 - 0 | Millwall             | DW Stadium           | 5 de mayo | 12:30 |

1. ↑  El partido entre Bolton Wanderers vs. Brentford no pudo ser reprogramado por razones de seguridad, la EFL confirmó que el juego no se llevará a cabo en una fecha futura. En consecuencia, Brentford recibió los tres puntos con una victoria de 0-1.[32]

## Play-offs de ascenso
|  | Semifinales | Semifinales          | Semifinales | Semifinales | Semifinales |   |   | Final        | Final | Final |  |
|  |             |                      |             |             |             |   |   |              |       |       |  |
|  |             |                      |             |             |             |   |   |              |       |       |  |
|  | 3           | Leeds United         | 1           | 2           | 3           |   |   |              |       |       |  |
|  | 3           | Leeds United         | 1           | 2           | 3           |   |   |              |       |       |  |
|  | 6           | Derby County         | 0           | 4           | 4           |   |   |              |       |       |  |
|  | 6           | Derby County         | 0           | 4           | 4           |   | 6 | Derby County | 1     |       |  |
|  |             |                      |             |             |             |   | 6 | Derby County | 1     |       |  |
|  |             |                      | 5           | Aston Villa | 2           |   |   |              |       |       |  |
|  | 4           | West Bromwich Albion | 5           | Aston Villa | 2           | 1 | 1 | 2 (3)        |       |       |  |
|  | 4           | West Bromwich Albion |             |             |             | 1 | 1 | 2 (3)        |       |       |  |
|  | 5           | Aston Villa          | 2           | 0           | 2 (4)       |   |   |              |       |       |  |
|  | 5           | Aston Villa          | 2           | 0           | 2 (4)       |   |   |              |       |       |  |
|  |             |                      |             |             |             |   |   |              |       |       |  |

### Semifinales
- Los horarios corresponden al huso horario de Inglaterra (Hora de verano británica): UTC+1.

| 11 de mayo de 2019, 17:15 | Derby County | 0:1 (0:0) | Leeds United | Pride Park Stadium, Derby                                |                                                          |
|                           |              | Reporte   | Roofe 55'    | Asistencia: 31 723 espectadores Árbitro(s): Craig Pawson | Asistencia: 31 723 espectadores Árbitro(s): Craig Pawson |

| 15 de mayo de 2019, 19:45 | Leeds United   | 2:4 (1:1) (Global 3:4) | Derby County                                     | Elland Road, Leeds                                         |                                                            |
|                           | Dallas 23' 62' | Reporte                | Marriott 45' 85' · Mount 46' · Wilson 58' (pen.) | Asistencia: 36 236 espectadores Árbitro(s): Anthony Taylor | Asistencia: 36 236 espectadores Árbitro(s): Anthony Taylor |

| 11 de mayo de 2019, 12:30 | Aston Villa                 | 2:1 (0:1) | West Bromwich Albion | Villa Park, Birmingham                                   |                                                          |
|                           | Hourihane 75' · Abraham 79' | Reporte   | Gayle 16'            | Asistencia: 40 754 espectadores Árbitro(s): Graham Scott | Asistencia: 40 754 espectadores Árbitro(s): Graham Scott |

| 14 de mayo de 2019, 19:45 | West Bromwich Albion                             | 1:0 (1:0, 1:0) (t. s.)(3:4 p.)(Global 2:2) | Aston Villa                                       | The Hawthorns, West Bromwich                               |                                                            |
|                           | Dawson 29'                                       | Reporte                                    |                                                   | Asistencia: 25 702 espectadores Árbitro(s): Chris Kavanagh | Asistencia: 25 702 espectadores Árbitro(s): Chris Kavanagh |
|                           |                                                  | Tiros desde el punto penal                 |                                                   |                                                            |                                                            |
|                           | Holgate · Hegazy · Adarabioyo · Gibbs · Morrison |                                            | Hourihane · Jedinak · Grealish · Adomah · Abraham |                                                            |                                                            |

### Final
| 27 de mayo de 2019, 15:00 | Aston Villa               | 2:1 (1:0) | Derby County | Estadio de Wembley, Londres                              |                                                          |
|                           | El Ghazi 44' · McGinn 59' | Reporte   | Waghorn 81'  | Asistencia: 85 826 espectadores Árbitro(s): Paul Tierney | Asistencia: 85 826 espectadores Árbitro(s): Paul Tierney |

- Aston Villa ganó la final con un marcador de 2 - 1, por tanto logró el ascenso a la Premier League para la siguiente temporada.

## Estadísticas
| Teemu Pukki                              | Norwich City         | 28 | 43 | 0.65 |
| Tammy Abraham                            | Aston Villa          | 25 | 37 | 0.68 |
| Neal Maupay                              | Brentford            | 25 | 43 | 0.58 |
| Dwight Gayle                             | West Bromwich Albion | 23 | 39 | 0.59 |
| Billy Sharp                              | Sheffield United     | 23 | 40 | 0.58 |
| Oliver McBurnie                          | Swansea City         | 22 | 42 | 0.52 |
| Jay Rodriguez                            | West Bromwich Albion | 22 | 45 | 0.49 |
| Che Adams                                | Birmingham City      | 22 | 46 | 0.48 |
| Jarrod Bowen                             | Hull City            | 22 | 46 | 0.48 |
| Lewis Grabban                            | Nottingham Forest    | 16 | 39 | 0.41 |
| Última actualización: 14 de mayo de 2019 |                      |    |    |      |

| Jugador            | Equipo              | Autogoles |
| ------------------ | ------------------- | --------- |
| Cheyenne Dunkley   | Wigan Athletic      | 2         |
| David Raya         | Blackburn Rovers    | 2         |
| Mike van der Hoorn | Swansea City        | 2         |
| Dan Burn           | Wigan Athletic      | 2         |
| Ezri Konsa         | Brentford           | 2         |
| Janoi Donacien     | Ipswich Town        | 1         |
| Bartosz Białkowski | Ipswich Town        | 1         |
| Derrick Williams   | Blackburn Rovers    | 1         |
| Sam Baldock        | Reading             | 1         |
| Jordy de Wijs      | Hull City           | 1         |
| James Meredith     | Millwall            | 1         |
| Jayden Bogle       | Derby County        | 1         |
| Ben Davies         | Preston North End   | 1         |
| Timm Klose         | Norwich City        | 1         |
| Joey Pelupessy     | Sheffield Wednesday | 1         |
| Fikayo Tomori      | Derby County        | 1         |
| Jed Wallace        | Millwall            | 1         |
| Chris Mepham       | Brentford           | 1         |
| John Fleck         | Sheffield United    | 1         |
| Jake Cooper        | Millwall            | 1         |
| George Friend      | Middlesbrough       | 1         |
| David Jones        | Sheffield Wednesday | 1         |
| Ryan Shawcross     | Stoke City          | 1         |
| Jack Robinson      | Nottingham Forest   | 1         |

| Saïd Benrahma                            | Brentford           | 14 | 38 | 0.37 |
| Emiliano Buendía                         | Norwich City        | 12 | 38 | 0.32 |
| Kamil Grosicki                           | Hull City           | 12 | 39 | 0.31 |
| Pablo Hernández                          | Leeds United        | 12 | 39 | 0.31 |
| Jota                                     | Birmingham City     | 11 | 40 | 0.28 |
| Barry Bannan                             | Sheffield Wednesday | 11 | 41 | 0.27 |
| Conor Hourihane                          | Aston Villa         | 11 | 43 | 0.26 |
| Joe Lolley                               | Nottingham Forest   | 11 | 46 | 0.24 |
| Lukas Jutkiewicz                         | Birmingham City     | 10 | 46 | 0.22 |
| John McGinn                              | Aston Villa         | 9  | 40 | 0.23 |
| Teemu Pukki                              | Norwich City        | 9  | 43 | 0.21 |
| Última actualización: 14 de mayo de 2019 |                     |    |    |      |

### Récords de goles
- Primer gol de la temporada: Anotado por Jón Daði Böðvarsson, para el Reading contra el Derby County (4 de agosto de 2018).
- Gol más rápido: Anotado por Andreas Weimann en el minuto 1, para el Bristol City contra el Swansea City (25 de agosto de 2018).
- Gol más tardío: Anotado por Teemu Pukki en el minuto 90+7, para el Norwich City contra el Millwall (10 de noviembre de 2018).

#### Hat-tricks o pókers
Aquí se encuentra la lista de hat-tricks y póker de goles (en general, tres o más goles marcados por un jugador en un mismo encuentro) conseguidos en la temporada.
| Fecha      | Jugador          | Goles                 | Local               | Resultado | Visitante            | Jornada    |
| ---------- | ---------------- | --------------------- | ------------------- | --------- | -------------------- | ---------- |
| 6/10/2018  | Lukas Jutkiewicz | 20' · 23' · 68'       | Birmingham City     | 3 - 1     | Rotherham United     | Jornada 12 |
| 27/10/2018 | Billy Sharp      | 45' · 53' · 63'       | Sheffield United    | 4 - 2     | Wigan Athletic       | Jornada 15 |
| 10/11/2018 | Che Adams        | 21' · 45+4' · 84'     | Birmingham City     | 3 - 3     | Hull City            | Jornada 17 |
| 28/11/2018 | Tammy Abraham    | 11' · 14' · 36' · 71' | Aston Villa         | 5 - 5     | Nottingham Forest    | Jornada 19 |
| 1/12/2018  | Danny Graham     | 11' · 66' · 90'       | Blackburn Rovers    | 4 - 2     | Sheffield Wednesday  | Jornada 20 |
| 22/12/2018 | Dwight Gayle     | 6' · 44' · 54'        | Rotherham United    | 0 - 4     | West Bromwich Albion | Jornada 23 |
| 8/2/2019   | Billy Sharp      | 11' · 53' · 62'       | Aston Villa         | 3 - 3     | Sheffield United     | Jornada 31 |
| 9/2/2019   | Che Adams        | 21' · 26' · 42'       | Queens Park Rangers | 3 - 4     | Birmingham City      | Jornada 31 |

## Premios

### Premios mensuales
| Mes        | Mánager del mes | Mánager del mes      | Jugador del mes  | Jugador del mes      | Jugador juvenil del mes | Jugador juvenil del mes | Ref.                 |
| Mes        | Técnico         | Equipo               | Jugador          | Equipo               | Jugador                 | Equipo                  | Ref.                 |
| ---------- | --------------- | -------------------- | ---------------- | -------------------- | ----------------------- | ----------------------- | -------------------- |
| Agosto     | Marcelo Bielsa  | Leeds United         | Kemar Roofe      | Leeds United         |                         |                         | [ 33 ] [ 34 ]        |
| Septiembre | Darren Moore    | West Bromwich Albion | Dwight Gayle     | West Bromwich Albion | Jamal Lewis             | Norwich City            | [ 35 ] [ 36 ] [ 37 ] |
| Octubre    | Steve McClaren  | Queens Park Rangers  | Lukas Jutkiewicz | Birmingham City      |                         |                         | [ 38 ] [ 39 ]        |
| Noviembre  | Daniel Farke    | Norwich City         | Tammy Abraham    | Aston Villa          |                         |                         | [ 40 ] [ 41 ]        |
| Diciembre  | Nigel Adkins    | Hull City            | Jarrod Bowen     | Hull City            |                         |                         | [ 42 ] [ 43 ]        |
| Enero      | Tony Mowbray    | Blackburn Rovers     | Adam Armstrong   | Blackburn Rovers     |                         |                         | [ 44 ] [ 45 ]        |
| Febrero    | Chris Wilder    | Sheffield United     | Che Adams        | Birmingham City      |                         |                         |                      |
| Marzo      | Dean Smith      | Aston Villa          | Semi Ajayi       | Rotherham United     |                         |                         |                      |
| Abril      | Chris Wilder    | Sheffield United     | Dwight Gayle     | West Bromwich Albion |                         |                         |                      |

## Fichajes

### Fichajes más caros del mercado de verano
| Pos. | Jugador          | Club de destino           | Club de origen            | Precio (€) |
| ---- | ---------------- | ------------------------- | ------------------------- | ---------- |
| 1.º  | João Carvalho    | Nottingham Forest F.C.    | S. L. Benfica             | 15.000.000 |
| 2.º  | Tom Ince         | Stoke City F.C.           | Huddersfield Town A.F.C.  | 11.200.000 |
| 3.º  | Aden Flint       | Middlesbrough F.C.        | Bristol City F.C.         | 8.000.000  |
| 4.º  | Patrick Bamford  | Leeds United F.C.         | Middlesbrough F.C.        | 7.900.000  |
| 5.º  | Sam Johnstone    | West Bromwich Albion F.C. | Manchester United F.C.    | 7.350.000  |
| 6.º  | Oghenekaro Etebo | Stoke City F.C.           | C.D. Feirense             | 7.200.000  |
| 7.º  | Lewis Grabban    | Nottingham Forest F.C.    | AFC Bournemouth           | 6.800.000  |
| 8.º  | Sam Clucas       | Stoke City F.C.           | Swansea City A.F.C.       | 6.670.000  |
| 9.º  | Paddy McNair     | Middlesbrough F.C.        | Sunderland A.F.C.         | 5.700.000  |
| 10.º | James McClean    | Stoke City F.C.           | West Bromwich Albion F.C. | 5.600.000  |
| 10.º | Martyn Waghorn   | Derby County F.C.         | Ipswich Town F.C.         | 5.600.000  |

### Fichajes más caros del mercado de invierno
| Pos. | Jugador           | Club de destino        | Club de origen               | Precio (€) |
| ---- | ----------------- | ---------------------- | ---------------------------- | ---------- |
| 1.º  | Benik Afobe       | Stoke City F.C.        | Wolverhampton Wanderers F.C. | 13.500.000 |
| 2.º  | Sam Vokes         | Stoke City F.C.        | BurnleyF.C.                  | 8.000.000  |
| 3.º  | George Saville    | Middlesbrough F.C.     | Millwall F.C.                | 7.800.000  |
| 4.º  | Ryan Woods        | Stoke City F.C.        | Brentford F.C.               | 7.250.000  |
| 5.º  | Lovre Kalinić     | Aston Villa F.C.       | K.A.A. Gent                  | 6.000.000  |
| 6.º  | Frédéric Guilbert | Aston Villa F.C.       | S.M. Caen                    | 5.000.000  |
| 7.º  | Danny Batth       | Stoke City F.C.        | Wolverhampton Wanderers F.C. | 3.450.000  |
| 8.º  | Oliver Norwood    | Sheffield United F.C.  | Brighton & Hove Albion F.C.  | 2.200.000  |
| 9.º  | Ryan Leonard      | Millwall F.C.          | Sheffield United F.C.        | 1.100.000  |
| 9.º  | Tom Bradshaw      | Millwall F.C.          | Barnsley F.C.                | 1.100.000  |
| 10.º | Jayden Stockley   | Preston North End F.C. | Exeter City F.C.             | 830.000    |